# Sant’Anna dei Lombardi
Koordinaten: 40° 50′ 41,3″ N, 14° 15′ 1,9″ O

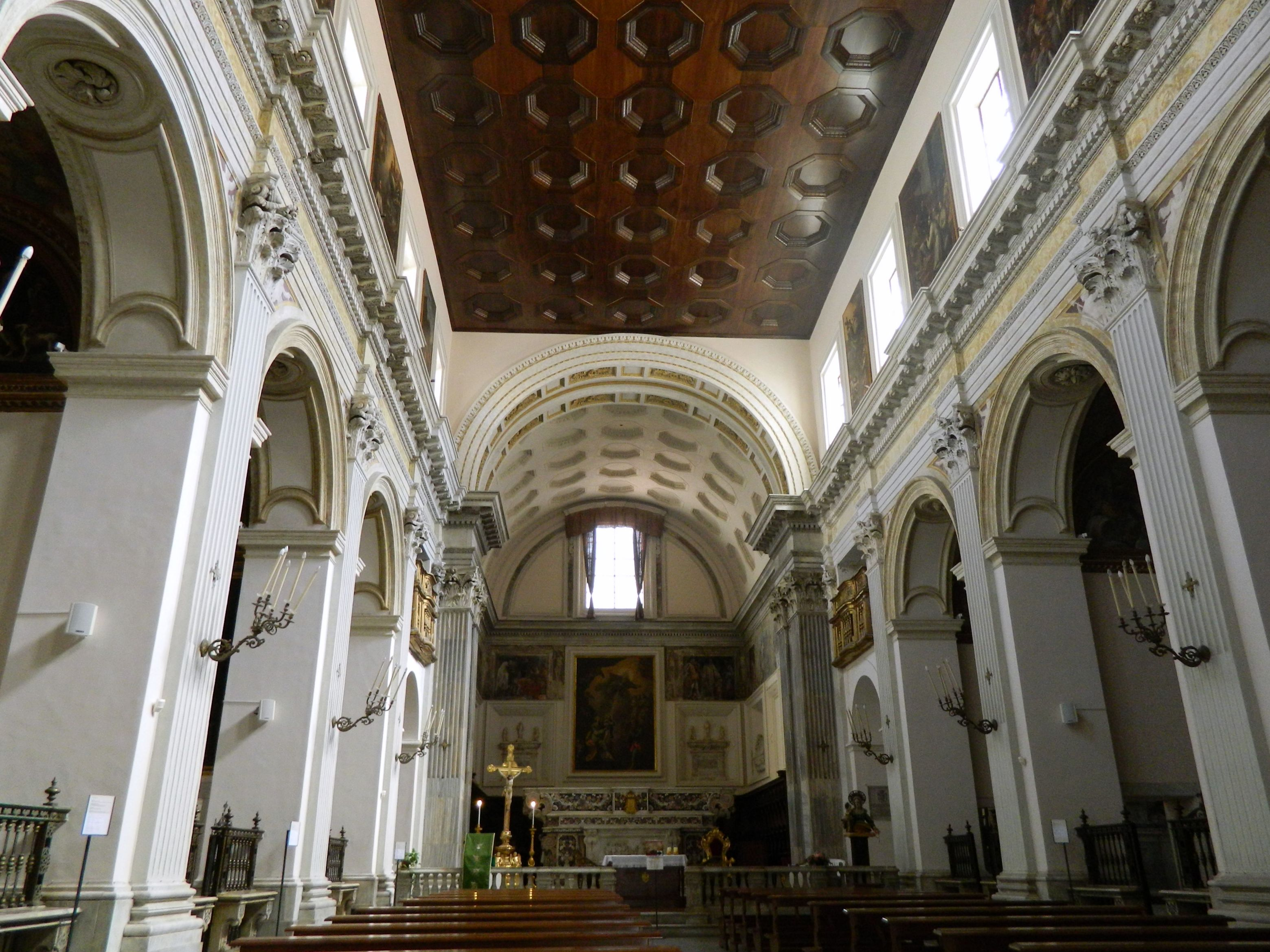
Der Innenraum

Sant’Anna dei Lombardi (italienisch: „Heilige Anna der Lombarden“) oder Santa Maria di Monteoliveto ist eine Kirche der heiligen Anna in Neapel und eines der bedeutendsten Beispiele der toskanischen Renaissance in dieser Stadt. Sie liegt an der Piazza Monteoliveto im historischen Stadtzentrum und gehört damit zum Weltkulturerbe der UNESCO.

## Geschichte
Die Kirche wurde ab 1411 erbaut als Stiftung von Gurello Origlia, Protonotar am Hofe des Ladislaus von Neapel. Sie wurde dem Orden der Olivetaner anvertraut und hieß deshalb Santa Maria di Monteoliveto oder kurz Chiesa di Monteoliveto. In der Folge war sie eine Lieblingskirche der Herrscher aus dem Hause Aragón und wurde unter König Alfons I. bedeutend vergrößert.

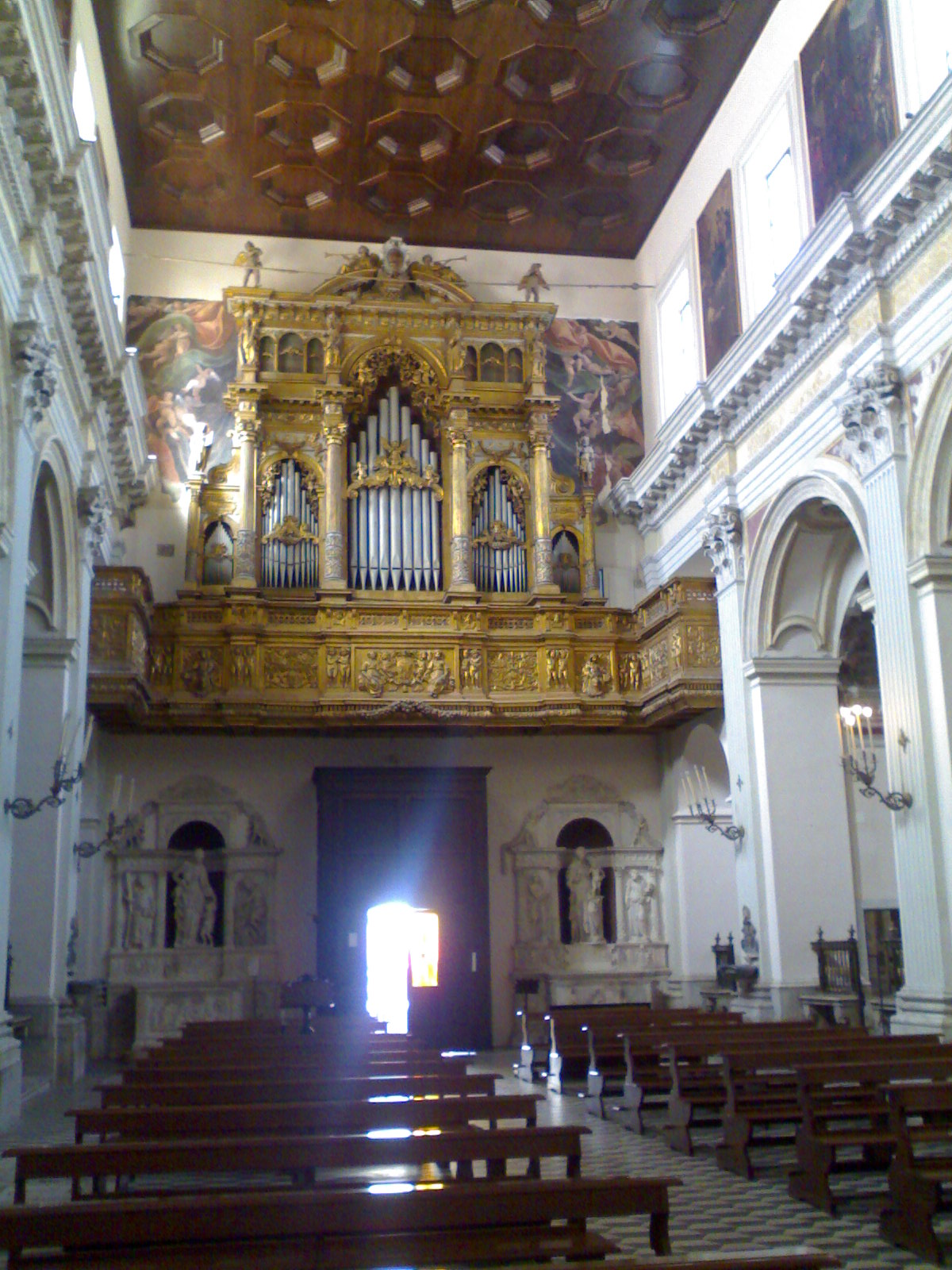
Blick zum Eingang mit Orgelempore

In der Kirche arbeiteten im 15. und 16. Jahrhundert verschiedene bedeutende Künstler der florentinischen Renaissance wie Antonio Rosselino, Benedetto da Maiano und Giorgio Vasari. Im 17. Jahrhundert fanden Renovierungen unter Gaetano Sacco statt.
1798 wurden die Olivetanermönche unter Ferdinand I. von Sizilien vertrieben. Stattdessen wurde die Kirche der „Erzbruderschaft der Lombarden“ (arciconfraternita dei Lombardi) übergeben, weil deren eigene Kirche, die der heiligen Anna geweiht war, kurz zuvor durch einen Brand verwüstet worden war (dabei wurden u. a. auch drei Bilder von Caravaggio zerstört). Aus all den genannten Gründen wurde die Kirche von Monteoliveto 1801 offiziell umbenannt in Sant’Anna dei Lombardi.
Die Fassade erlitt durch Bombardierungen der Alliierten im Zweiten Weltkrieg schwere Schäden und musste später teilweise wiederaufgebaut werden.

## Beschreibung

### Plan
| 1. Cappella Piccolomini 2. Cappella d’Avalos 3. Cappella dei Santi Mauro e Placido 4. Cappella Porcinari 5. Cappella di San Giovanni Battista 6. Cappella Tolosa 7. Cappella Savarese 8. Apsis 9. Cappella Orefice 10. Cappella dell’Assunta 11. Neue Sakristei (Sacrestia Nuova) 12. Alte Sakristei oder Sakristei des Vasari (Sacrestia Vecchia) 13. Oratorio del Santo Sacramento a) Cappella Fiodo b) Cappella Origlia c) Cappella del Compianto 14. Cappella di San Cristoforo 15. Cappella Scala 16. Cappella di Sant’Antonio da Padova 17. Cappella di Santa Francesca Romana 18. Cappella Mastrogiudice 19. Cappella Correale | Pianta |

### Äußeres
Die Kirche ist trotz späterer Eingriffe deutlich von der florentinischen Renaissance geprägt, sowohl außen als auch innen. Die Fassade aus Piperno ist sehr schlicht und wirkt wehrhaft und beinahe etwas abweisend. Durch einen Bogen betritt man zunächst das Atrium, wo sich das Grabmal des bekannten Architekten Domenico Fontana befindet, das 1627 von seinen Söhnen Sebastiano und Giulio Cesare Fontana gebaut wurde und ursprünglich in der zerstörten Kirche Sant’Anna stand, bevor es hierher gebracht wurde.

### Das Innere
Auch der Innenraum präsentiert sich in seinen Formen und Farben relativ schlicht und streng, im Sinne der frühen Renaissance; spätere Barockisierungen fielen eher zurückhaltend aus. Es handelt sich um ein einziges Kirchenschiff mit Seitenkapellen und Apsis, jedoch ohne Querschiff und Kuppel. Die Wände sind in Weiß und Hellgrau gehalten, der Raum wird durch korinthische Pilaster und dazwischenliegende Rundbögen rhythmisiert und hat eine schlichte hölzerne Kassettendecke.

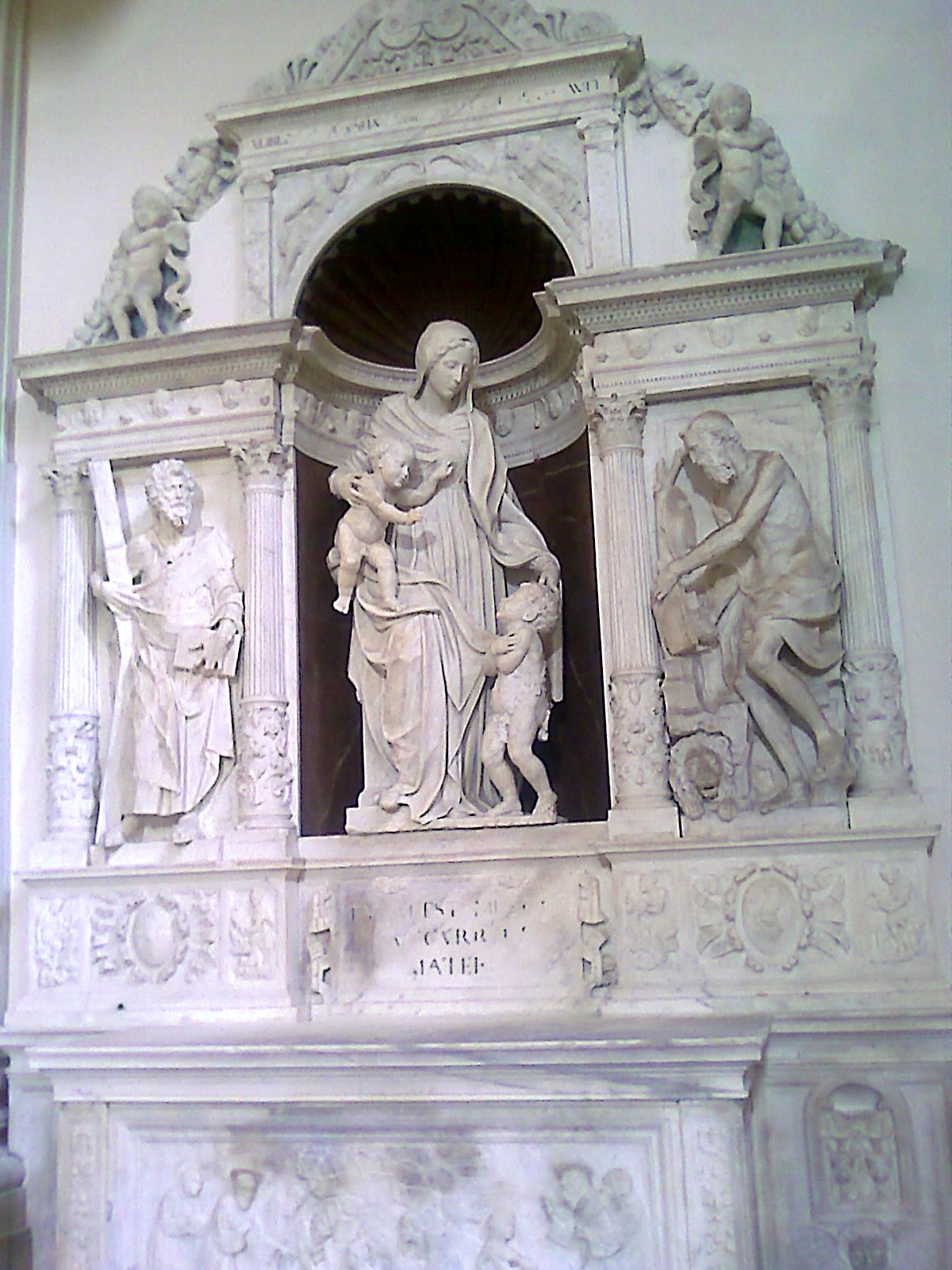
Giovanni da Nola: Altare Ligorio, ca. 1532

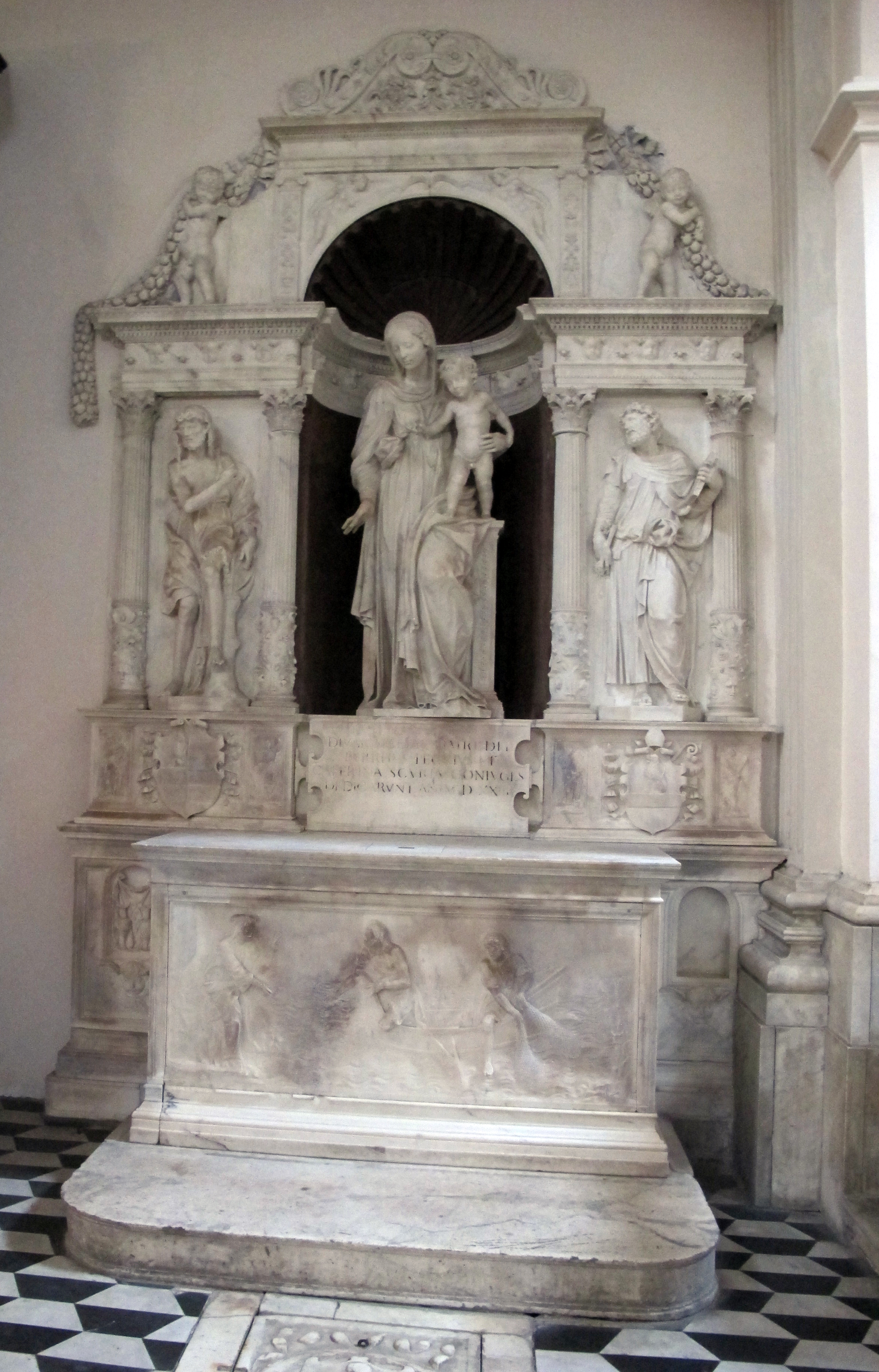
Girolamo Santacroce: Altare del Pezzo, 1524

Das Eingangsportal wird flankiert von zwei Altären, links der altare Ligorio von Giovanni da Nola (1532), und rechts der altare Del Pezzo von Girolamo Santacroce (1524). Beide sind Meisterwerke der Renaissanceskulptur. Da Nolas Ligorio-Altar präsentiert als Hauptwerk eine Madonna del Soccorso, und daneben Statuen der heiligen Andreas und Girolamo, auf dem Altarvorsatz sieht man das Relief San Francesco di Paola rettet Wanderer, die von einer Lawine begraben wurden. Den Mittelpunkt von Santacroces Del-Pezzo-Altar bildet eine Madonna mit Kind, daneben Figuren der Heiligen Petrus und Johannes der Täufer, der Altarvorsatz zeigt eine Darstellung von Christus und Petrus auf dem See Tiberias.
Auf der Empore darüber steht die prächtige Orgel mit ihrem reichgeschnitzten und vergoldeten manieristischen Gehäuse; sie wurde 1904 von der Firma F.lli Lingiardi aus Pavia renoviert. Zu beiden Seiten malte Battistello Caracciolo zu Beginn des 17. Jahrhunderts Fresken mit Engeln.

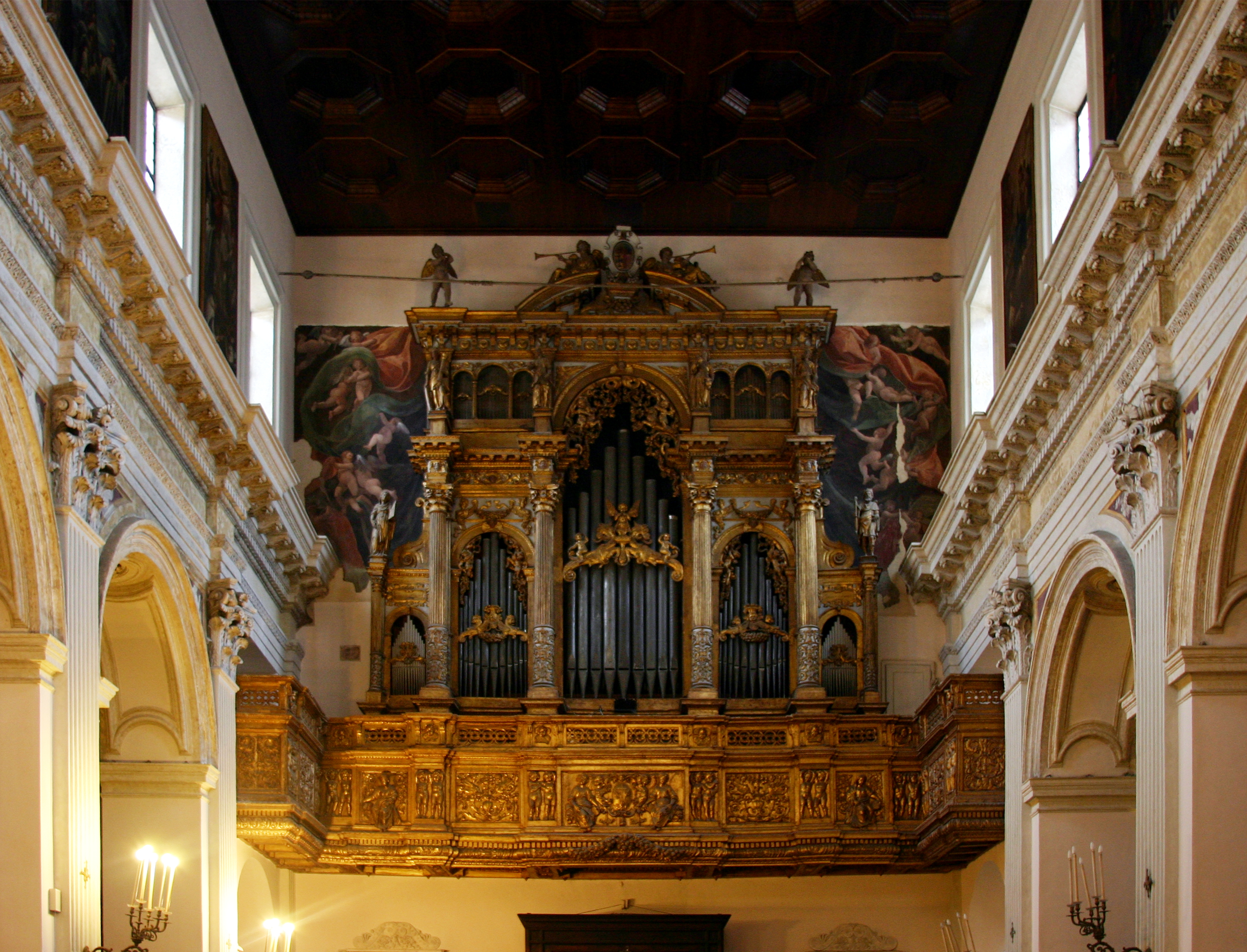
Orgelprospekt

In der Zone über den Arkaden der Seitenkapellen zwischen den Fenstern befinden sich insgesamt zehn Ölgemälde (fünf auf jeder Seite) mit Szenen aus dem Leben des heiligen Bernardo Tolomei und Ursprünge des Olivetanerordens von Gabriele De Sabato (1720).

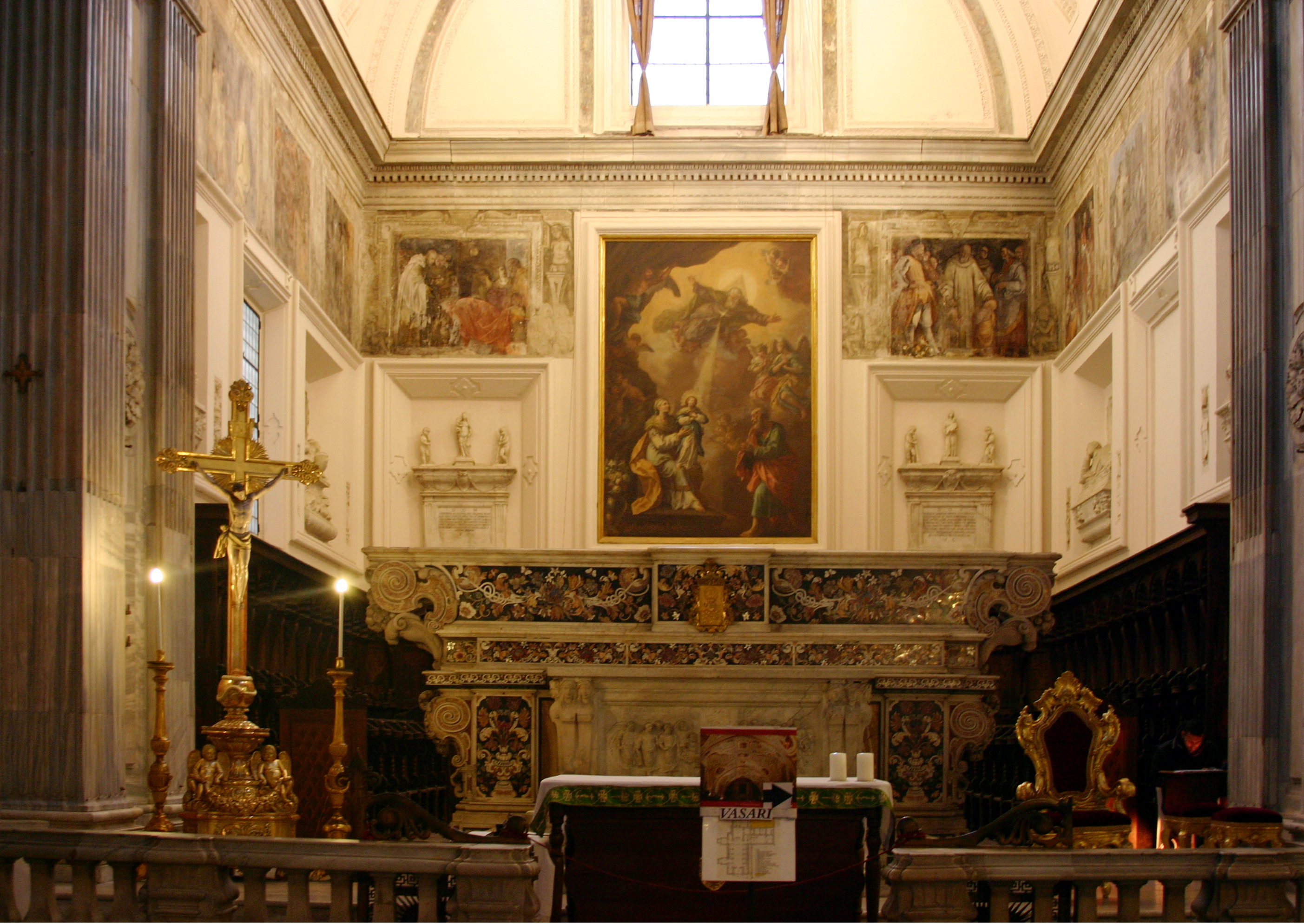
Apsis mit Hauptaltar

Im viereckigen Presbyterium steht der große Hauptaltar mit spektakulären Marmorintarsien aus der zweiten Hälfte des 17. Jahrhunderts. Er wurde von Giovan Domenico Vinaccia entworfen und von Bartolomeo und Pietro Ghetti geschaffen. Dahinter, im Zentrum der Apsiswand, hängt das Altargemälde Die Erziehung der Jungfrau Maria von Angelo Mozzillo vom Anfang des 19. Jahrhunderts. Im unteren Bereich auf beiden Seiten des Altarbildes sind Nischen mit zwei Gedenktafeln für die Gründer der Kirche, Gurello Origlia und Alfons I., daneben an der rechten und linken Seitenwand, ebenfalls in kleinen Nischen, verschiedene Grabmonumente; die rechten von Giovan Paolo Vassalli und Nicola Asciomo wurden um 1500 von Tommaso Malvito und seiner Werkstatt geschaffen. In der Zone darüber, unter dem Gesims, befindet sich ein breiter Fries mit Fresken des 16. und 17. Jahrhunderts mit Szenen aus dem Leben des heiligen Benedikt. Die Tribüne ist ein Werk von Giovan Battista Cavagna von 1591. Das geschnitzte Chorgestühl stammt von Giovanni Francesco d’Arezzo.
Eine Tür an der rechten Seite führt zur Sakristei des Vasari und anderen Nebenräumen.

#### Kapellen
Nach links und rechts öffnen sich Rundbögen zu jeweils fünf Seitenkapellen; hinzu kommen weitere drei Kapellen neben dem Presbyterium, zwei links und eine auf der rechten Seite. Ein Korridor rechts vor dem Chorraum führt zu weiteren wichtigen Räumen des Klosters: dem Oratorio del Santo Sepolcro, der Cappella dell’Assunta, der Neuen Sakristei (Sacrestia Nuova) und der Alten Sakristei, die nach ihrem Schöpfer auch als Sakristei des Vasari bekannt ist (Sacrestia del Vasari).
Die bedeutendsten Seitenkapellen sind die Cappella Piccolomini und die Cappella Correale – die beiden ersten Kapellen rechts und links vom Eingang. In den übrigen Kapellen befinden sich Grabmäler neapolitanischer Adelsfamilien aus dem 15. Jahrhundert und barocke Gewölbefresken von Giuseppe Simonelli, Baldassarre Aloisi, Nicola Malinconico, Francesco Solimena u. a.

##### Linke Seite

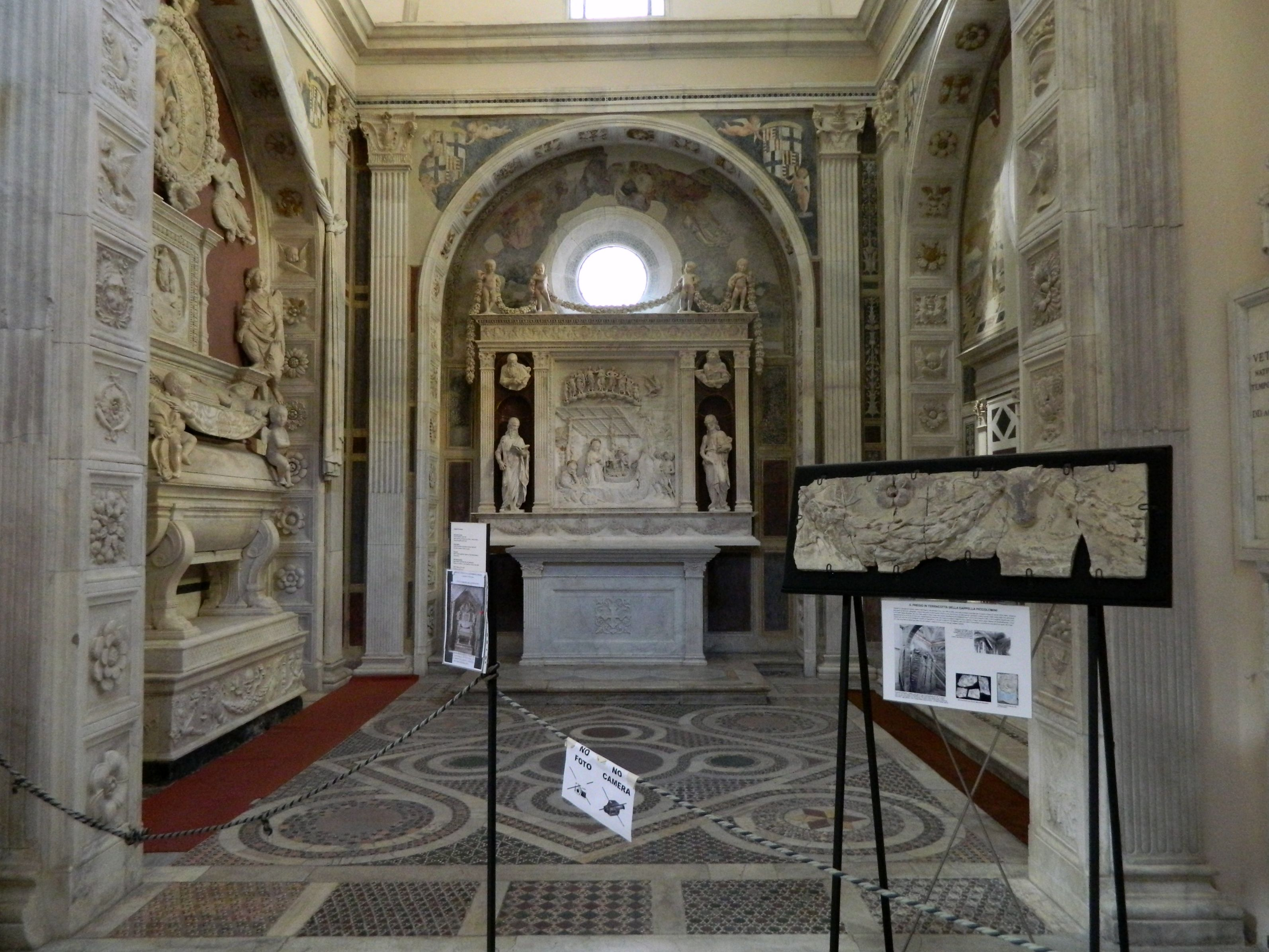
Cappella Piccolomini

Durch die erste Arkade links betritt man zunächst einen Vorraum mit einem Relief der Kreuzigung mit Maria, Johannes und Magdalena von Giulio Mazzoni und rechts einem Gemälde der Himmelfahrt Christi mit den Heiligen Sebastian und Nikolaus von Bari eines anonymen Künstlers um 1500.
Links öffnet sich ein großer Bogen zur eigentlichen Cappella Piccolomini, die als perfekteste Verkörperung der florentinischen Frührenaissance in Neapel gilt. Sie wurde zwischen 1475 und 1490 im Auftrag des Antonio Piccolomini († 1493) als Grabkapelle für seine Frau Maria, Tochter Ferdinands I. von Neapel, geschaffen. Als Vorbild diente grundsätzlich die Kapelle des Kardinals von Portugal in der Kirche San Miniato al Monte in Florenz, doch mit einer Betonung des skulpturalen Dekors. Die beteiligten Künstler waren Giuliano da Maiano und sein Bruder Benedetto, sowie Antonio Rossellino. Bau und Dekoration der Kapelle wurden außerdem von der toskanischen Bankiersfamilie Strozzi unterstützt, die in Neapel eine Filiale unterhielten, über die man die Bezahlung der Künstler abwickelte.
An der Hauptwand unter einem Bogen steht ein Altar mit dem Relief Anbetung der Hirten von Antonio Rossellino und Skulpturen der Heiligen Jakobus und Johannes, darüber Tondi mit Propheten. Das Grabmal der Maria von Aragon befindet sich an der linken Wand; darüber halten elegante Engelsfiguren eine Madonna mit Kind, auch auf dem Sarkophag selber sitzen kleine Putti. Das Ganze wurde ebenfalls von Rossellino um 1475 geschaffen und nach dessen Tod von Benedetto da Maiano beendet. Gegenüber an der rechten Wand steht eine marmorne Bank und dahinter im Bogen Fresken einer Verkündigung aus dem 15. Jahrhundert. Der Fußboden wurde mit polychromem Marmor im Cosmatenstil geschmückt.

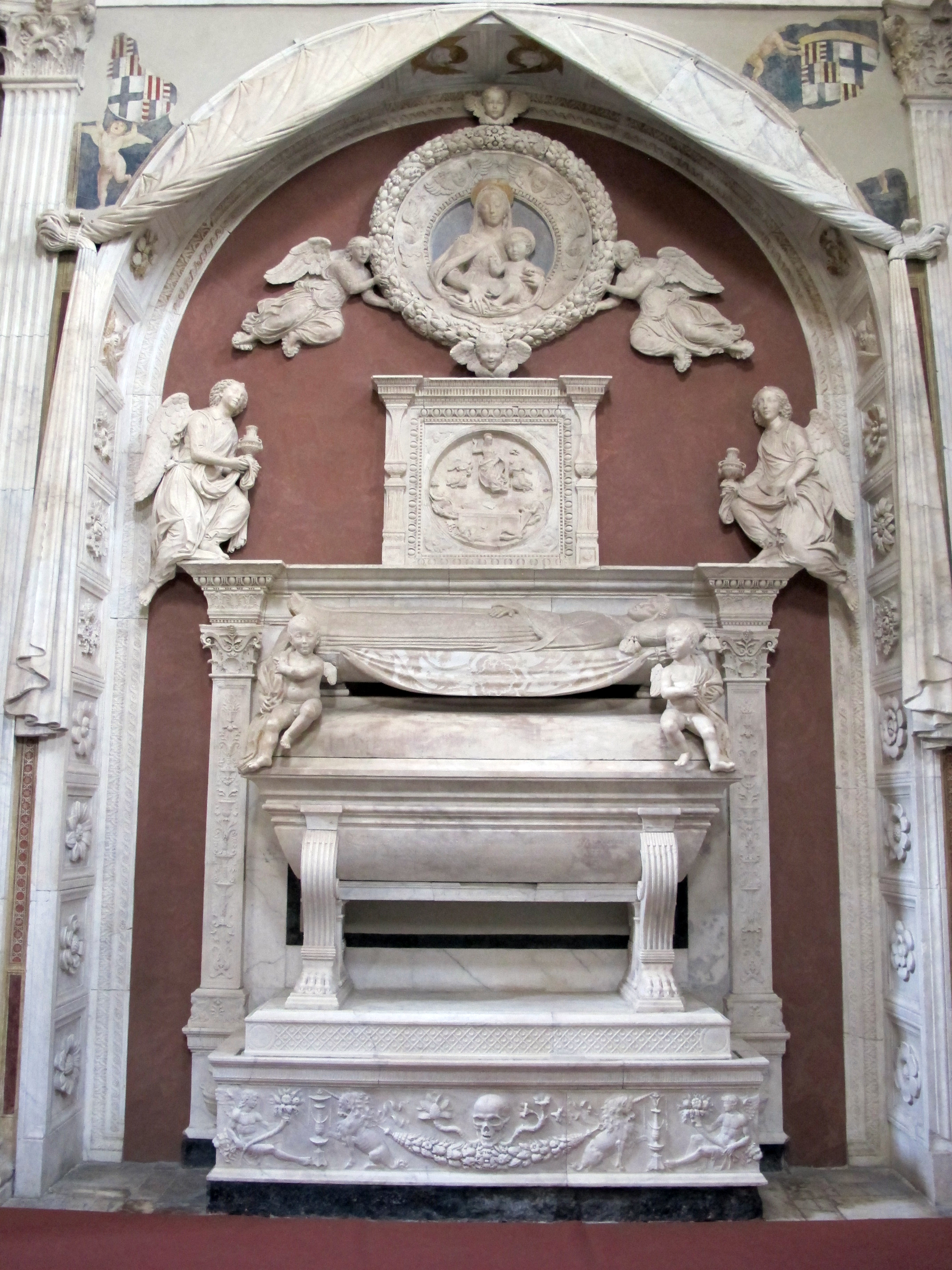
Cappella Piccolomini: Grabmal der Maria d’Aragona von Rossellino und Benedetto da Maiano
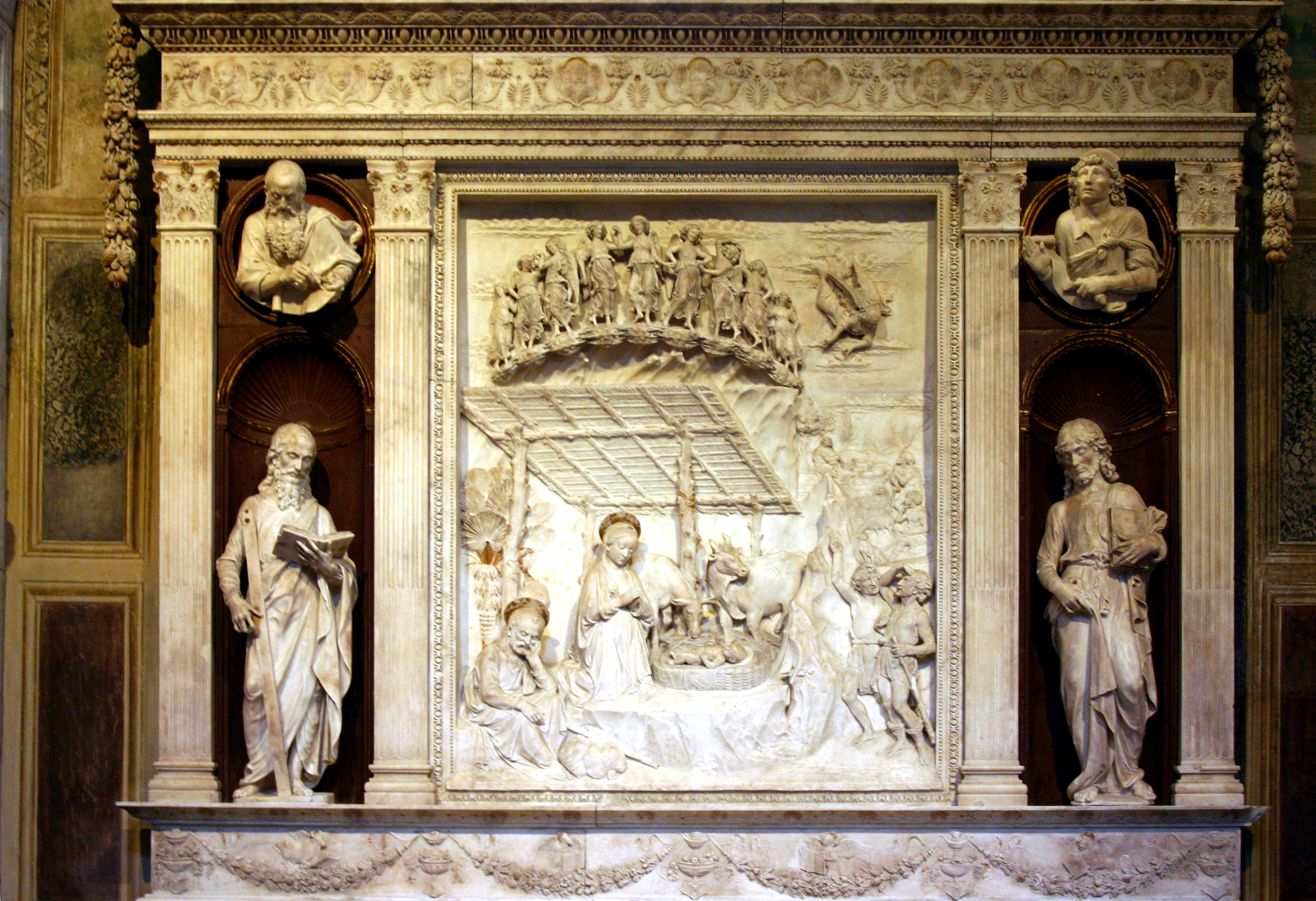
Cappella Piccolomini: „Geburt Jesu“ am Altar von Maiano und Rosselino
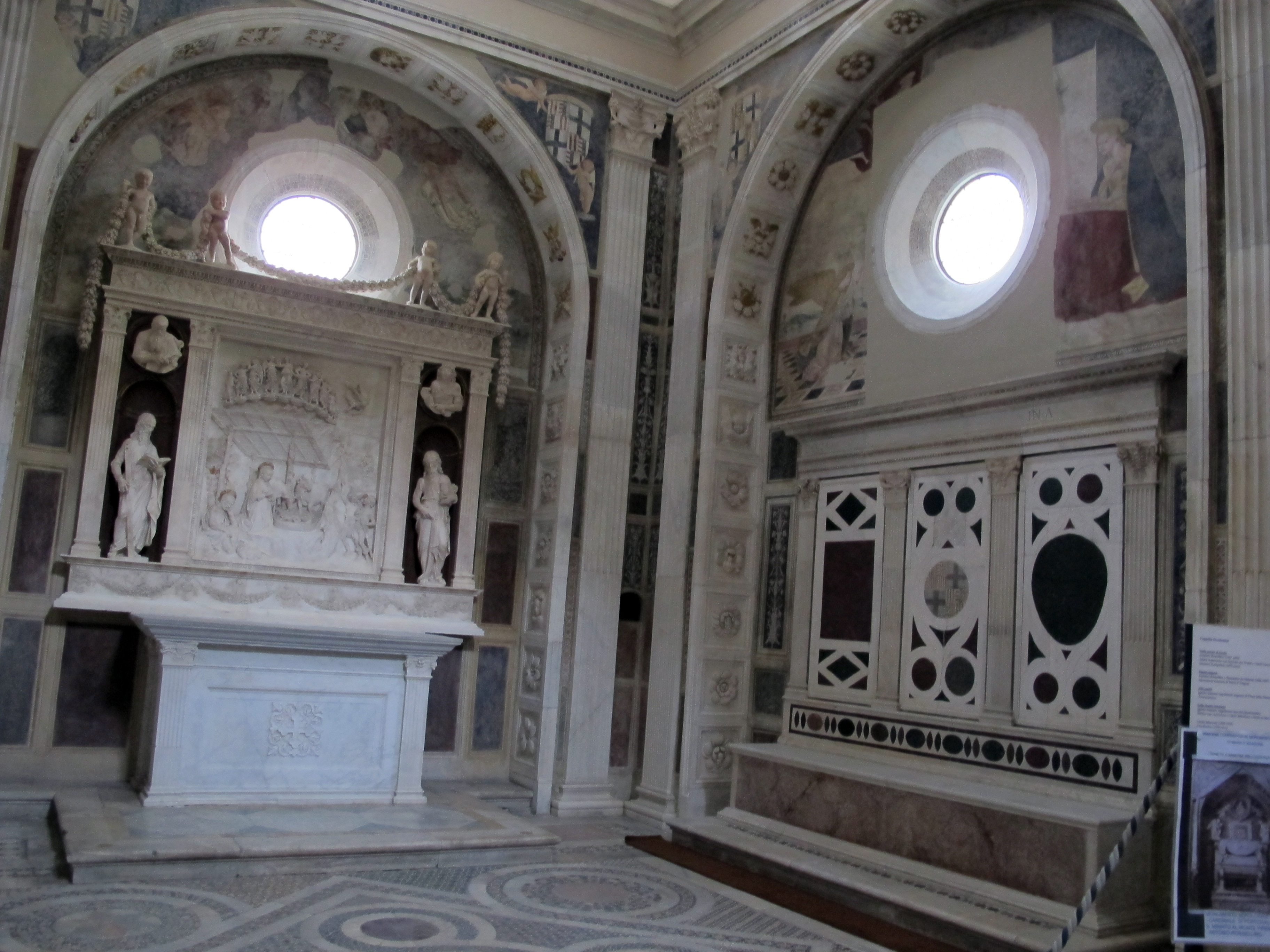
Altar und rechte Seitenwand in der Cappella Piccolomini

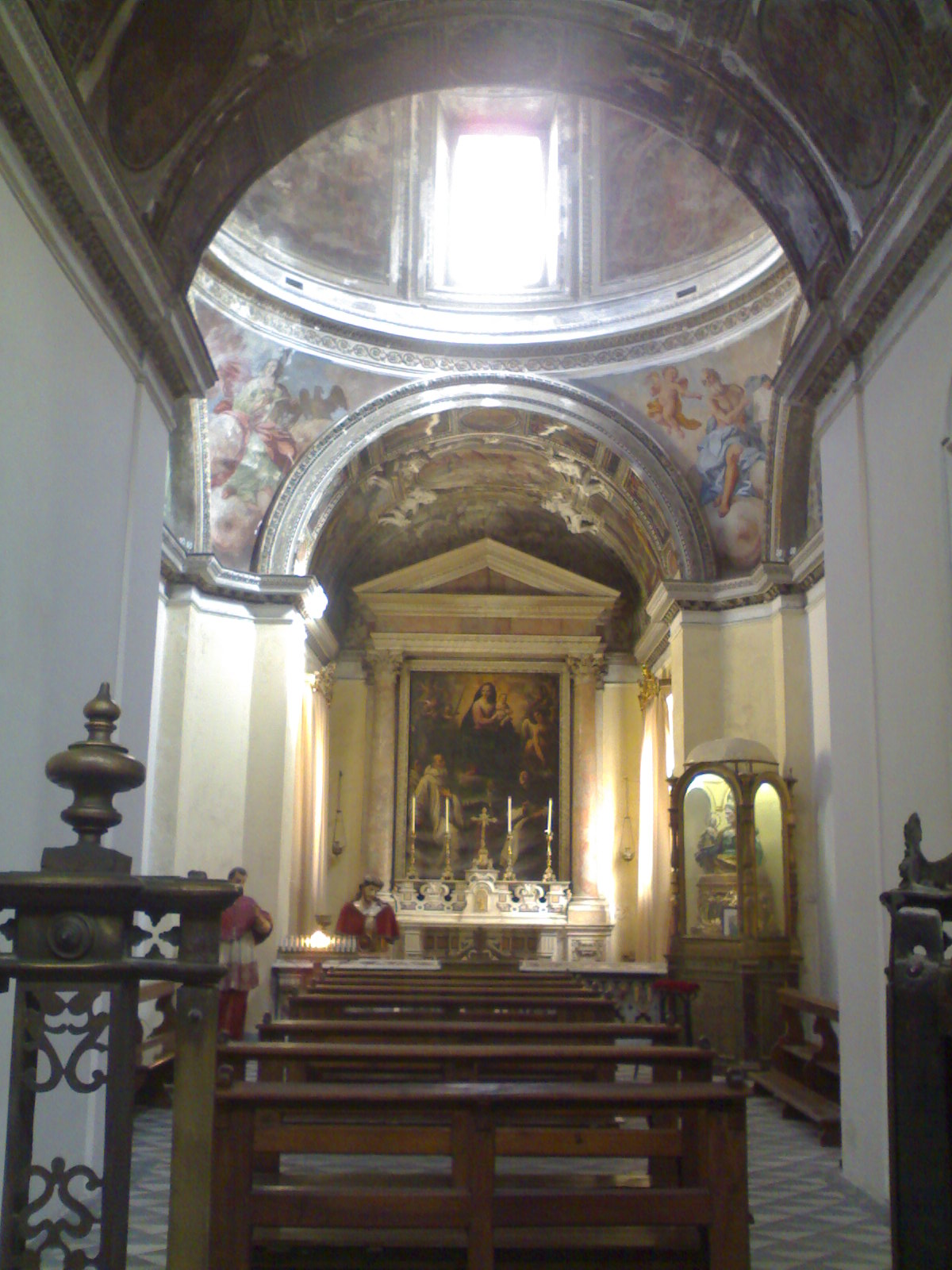
Cappella d’Avalos

Die zweite Kapelle links ist die Cappella d’Avalos mit einem Altarbild von Fabrizio Santafede Madonna mit Kind und den Heiligen Benedikt und Thomas von Aquin (1606), die Gewölbe- und Kuppelfresken mit Historien aus dem Alten und Neuen Testament von Giovan Antonio Arditi und Antonio Sarnelli sind bereits in einem fortgeschrittenen Verfallsstadium.
In der dritten Kapelle links gibt es eine Madonna mit den Heiligen Maurus und Placidus von Paolo De Matteis (1708). Die Fresken in Gewölbe und Lünetten sind von Nicola Malinconico. Hinzu kommen Grabmonumente von Giovanni und Carlo Rapario (1576, anonym) und von Grazia Cavaniglia, einem Werk des  Jacopo della Pila (ca. 1470).

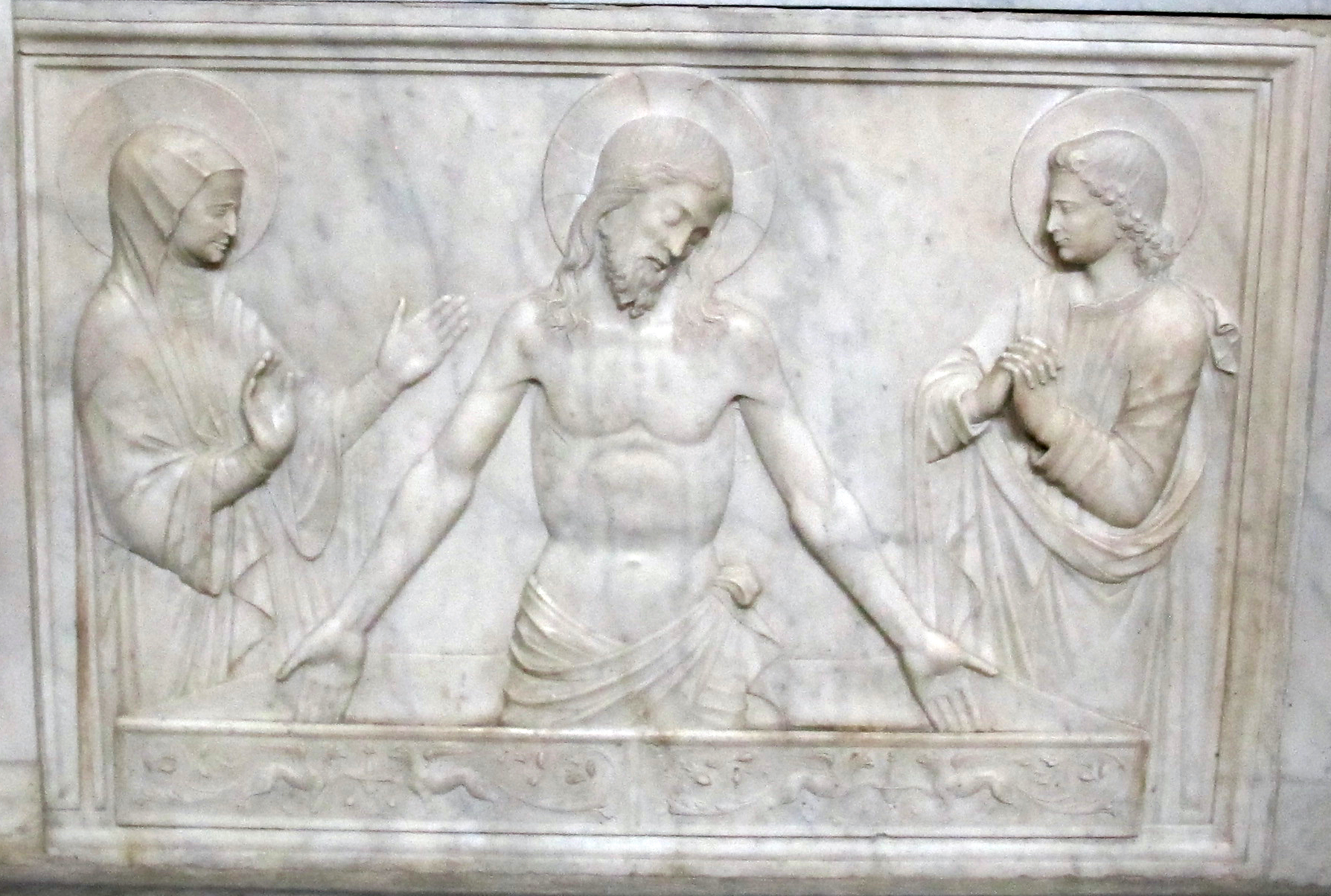
Giovanni da Nola: Pietà am Altar Johannes des Täufers, ca. 1500–1550

Die malerische Ausgestaltung der vierten Cappella Porcinari dreht sich um das Leben des Heiligen Bernardo Tolomei mit Fresken von  Francesco Di Maria, einem Altarbild von Carlo De Rosa, und Gewölbefresken von Paolo De Matteis.
Die fünfte und letzte Kapelle links ist Johannes dem Täufer gewidmet, dessen Skulptur auf dem Altar 1516 von Giovanni da Nola geschaffen wurde. Die Verkündigung und das Relief mit der Pietà auf dem Altarvorsatz sind von Jacopo della Pila, aus der ersten Hälfte des 16. Jahrhunderts. Paolo De Matteis malte die Fresken mit Glorie und Heiligenviten im Gewölbe.

##### Rechte Seite
Durch den ersten Bogen rechts betritt man zunächst die Cappella Mastrogiudice, mit einer Madonna mit Kind und Johannes dem Täufer und Heiligen von Giovanni da Nola, die Grabmäler der Familie Mastrogiudice wurden Anfang des 17. Jahrhunderts von Girolamo D’Auria realisiert,  die Fresken malte Battistello Caracciolo.

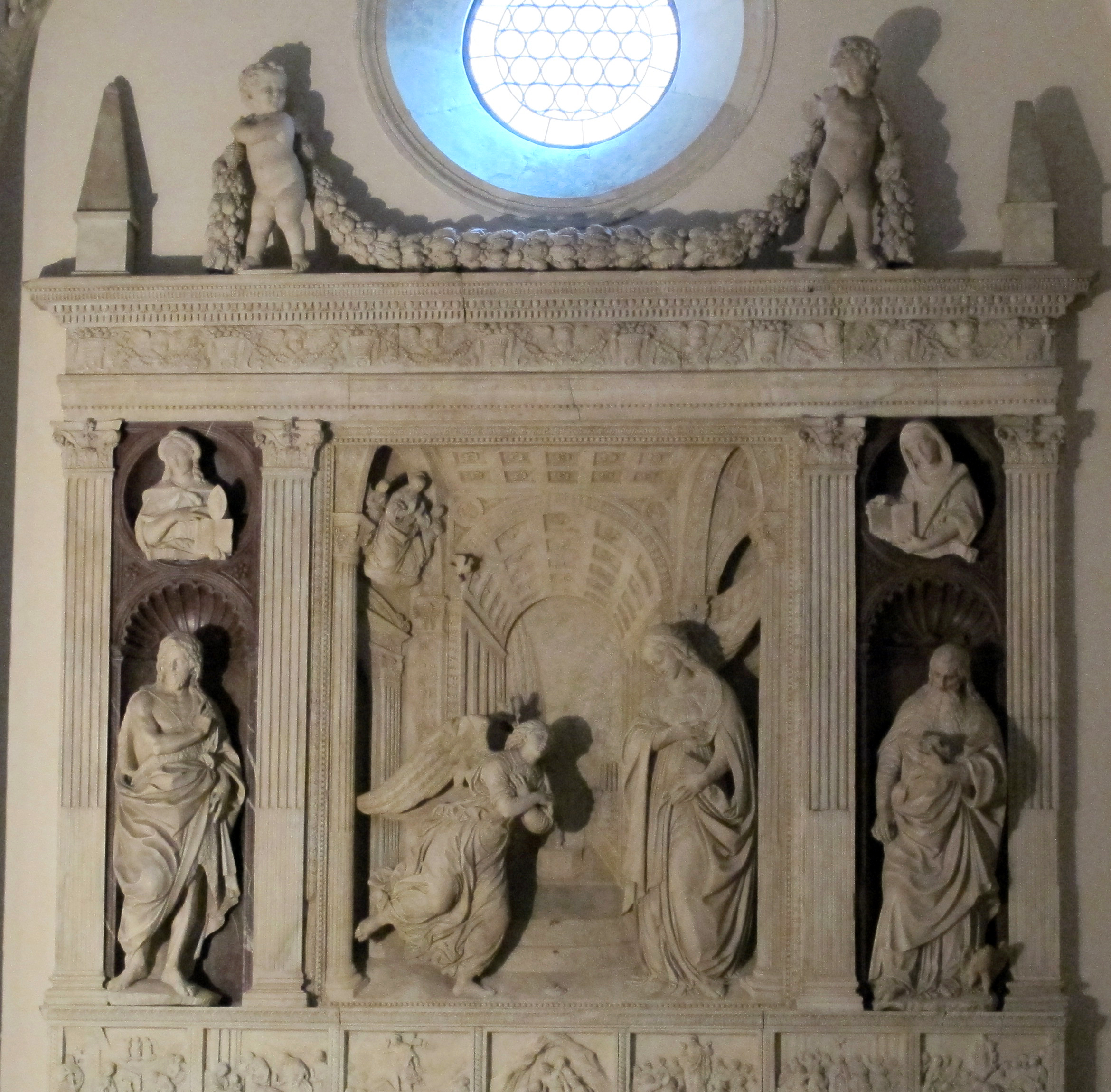
Cappella Correale: Altar von Benedetto da Maiano (1489)

Rechts davon liegt die Cappella Correale (oder dell’Annunciazione), mit einem Verkündigungsaltar aus weißem Marmor von Benedetto da Maiano (1489), mit Statuen der Heiligen Johannes der Evangelist und Johannes der Täufer, und zwei Tondi mit Märtyrerheiligen; die Predella zeigt Szenen aus dem Leben Jesu. An der linken Wand befindet sich das Grabmal von Marino Correale von 1490, gegenüber davon eine Marmorbank.
Die Dekoration der zweiten Kapelle rechts ist der heiligen Francesca Romana gewidmet, mit einem Altargemälde von Vincenzo Fato, und Gewölbefresken von Giuseppe Simonelli.

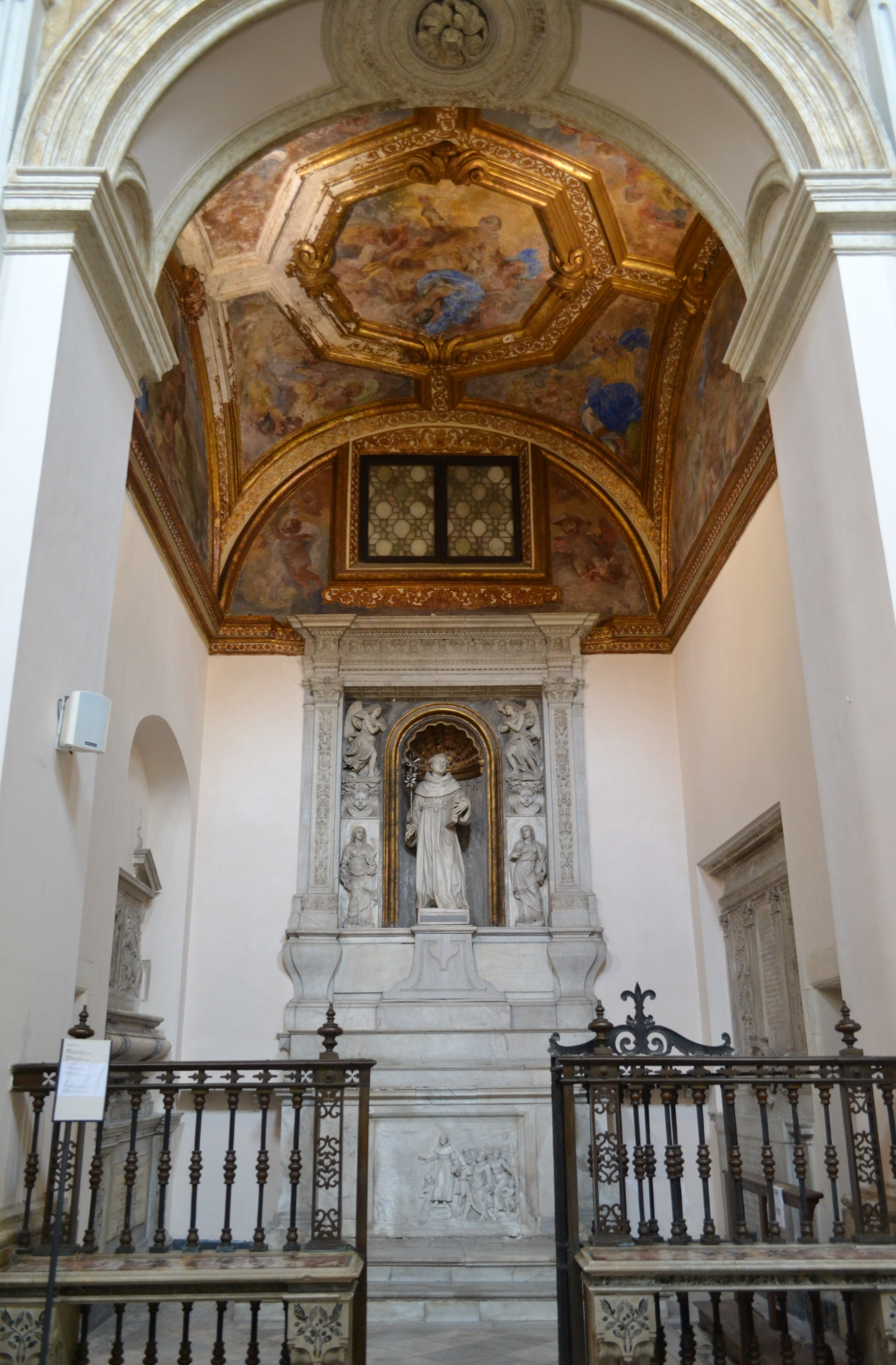
Kapelle des Heiligen Antonius von Padua

In der folgenden Kapelle des Heiligen Antonius von Padua sieht man Fresken von Nicola Malinconico über das Leben des Heiligen; die Statue auf dem Altar und das Relief mit der Predigt des heiligen Antonius schuf Annibale Caccavello.
Die vierte Kapelle ist benannt nach der Familie Scala, die wahrscheinlich aus Spanien stammte und von der mehrere Mitglieder hier begraben wurden. Der Altar mit einem hölzernen Kruzifix eines Unbekannten Meisters ist aus dem 18. Jahrhundert, die Fresken von Nicola Malinconico zeigen Geschichten aus dem Leben Christi.
Die fünfte und letzte Kapelle der rechten Seite ist dem heiligen Christophorus geweiht und hat auf dem Altar ein entsprechendes Bild von Francesco Solimena und Gewölbefresken von Giuseppe Simonelli; an der Wand das „Grabmal von Cesare Bosco“ di Matteo Bottiglieri.

#### Kapellen des Presbyteriums
Neben dem Presbyterium liegen insgesamt drei Kapellen: links die Cappella Tolosa und die Cappella Savarese, und rechts die Cappella Orefice.
Die Cappella Tolosa wurde 1492 und 1495 im Auftrag des spanischen Händlers Paolo Tolosa gebaut, und wird als Werk von Giuliano da Maiano angesehen, mit Einflüssen von Brunelleschis Sakristei in San Lorenzo in Florenz. Aus dem 15. Jahrhundert stammen die Fresken von Cristoforo Scacco di Verona, genau wie das Triptychon von Reginaldo Piramo da Monopoli mit der  Madonna und den Heiligen Andreas und Hieronymus auf dem Altar. Die Tondi aus Terracotta an der Kuppel stellen die vier Evangelisten dar und stammen aus der Werkstatt der Della Robbia.  Ursprünglich stand hier auch das Chorgestühl mit hölzernen Intarsien, das sich jetzt in der Sakristei des Vasari befindet.
Die Madonna mit Kind und den Heiligen Petrus und Augustinus in der Cappella Savarese stammt vom Beginn des 15. Jahrhunderts, darunter eine Pietà und an den Wänden zwei Gemälde von Carlo Sellitto von 1608: Überreichung der Schlüssel an Petrus und Die Rettung des Petrus vor den Wassern.
Die Cappella Orefice hat eine polychrome Marmordekoration vom Ende des 16. Jahrhunderts und Fresken von Luigi Rodriguez mit Leben und Tugenden der Jungfrau Maria; die Grabmäler von Antonio Orefice und seinem Sohn schuf Girolamo D’Auria.

#### Oratorio del Santo Sacramento

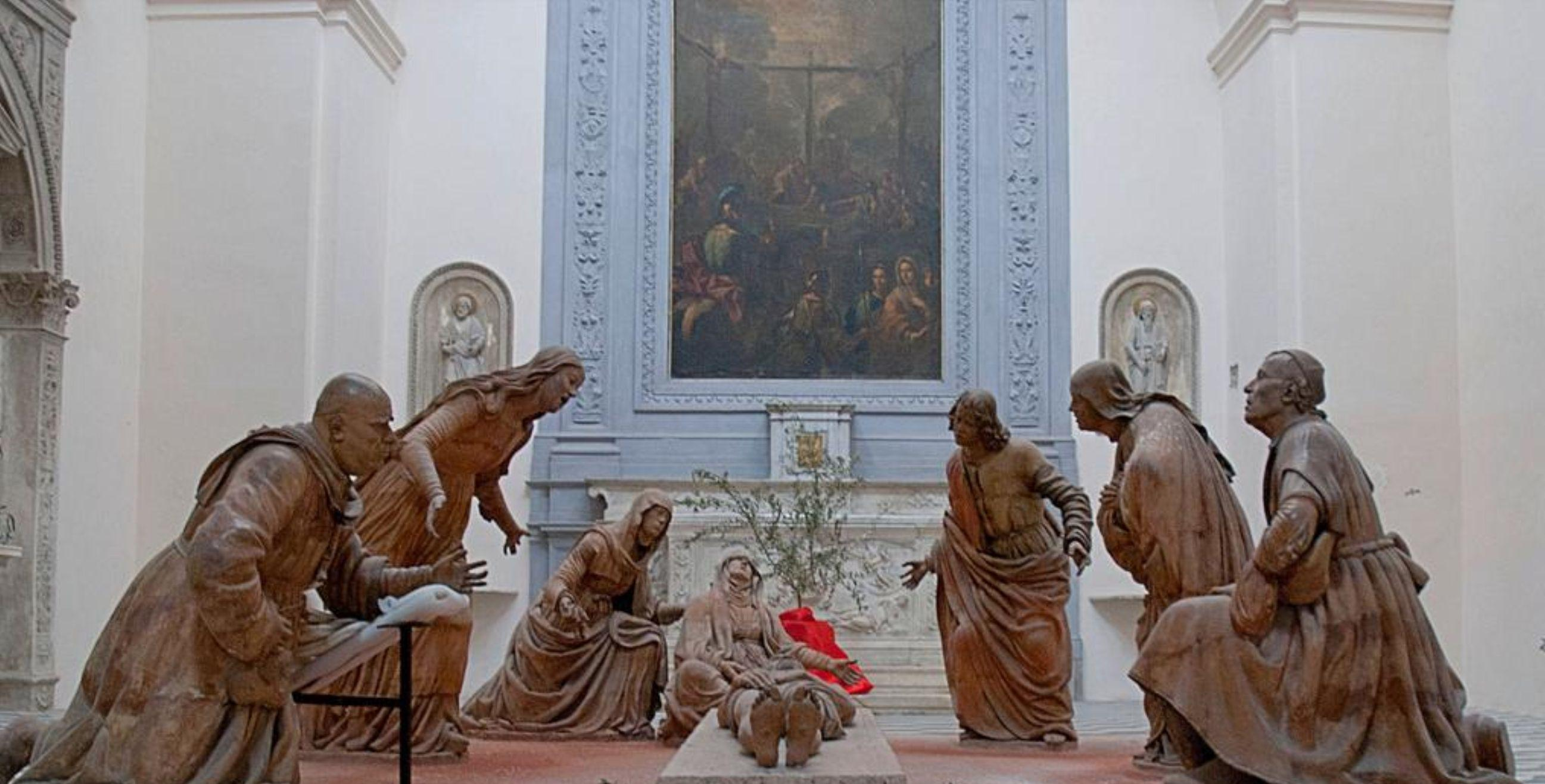
Guido Mazzoni: Beweinung des toten Christus (Cappella del Compianto)

Rechts vor dem Presbyterium führt ein Korridor zum Oratorio del Santo Sacramento, den beiden Sakristeien, und anderen Räumen.
Als Erstes betritt man das Oratorio del Santo Sacramento, das aus drei aufeinanderfolgenden und ineinander übergehenden Kapellen besteht: die erste ist die Cappella Fiodo mit einigen Grabmälern. Dasjenige von Antonio d’Alessandro und seiner Frau Maddalena Riccio wurde von Giovan Tommaso Malvito geschaffen, es ist mit 1491 datiert. Das Grabmal des Antonio Fiodo stammt von Francesco da Sangallo und Bernardino del Moro. In der mittleren Cappella Origlia malte Pedro de Rubiales Geschichten von Jacob und Esau.
Den Höhepunkt des Oratoriums bildet die dritte und letzte Cappella del Compianto (Beweinungskapelle) mit der berühmten Skulpturengruppe Beweinung des toten Christus (Compianto sul Cristo morto) von Guido Mazzoni (1492), die von Eleonora von Aragon in Auftrag gegeben wurde. Einige der acht Figuren sind Porträts der Herrscherfamilie der Aragonesen, Josef von Arimathäa trägt z. B. die Züge von Alfons II. von Aragon. Der naturalistische Effekt der überaus ausdrucksvollen Figuren wurde ursprünglich noch durch eine farbige Fassung verstärkt, die leider verloren ist. An der Rückwand dahinter hängt das Gemälde Kalvarienberg von Giuseppe Mastroleo, während die Seitenwände mit Reliefs geschmückt sind, das Begräbnis Jesu links wird Girolamo D’Auria zugeschrieben, die Auferstehung links ist mit 1567 datiert.

Detailansichten von Guido Mazzonis Beweinung Christi in der Cappella del Compianto mode=
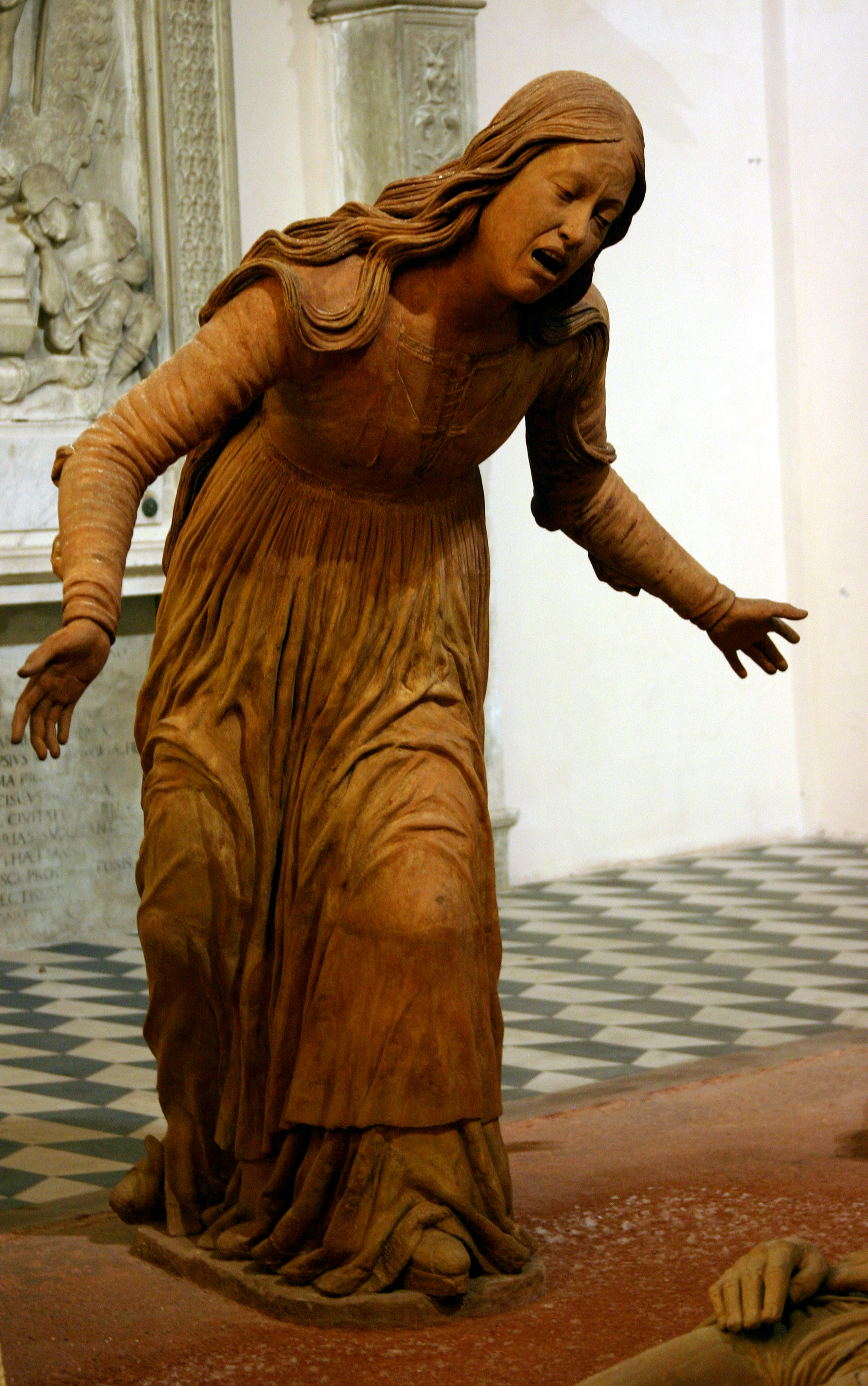
Maria Magdalena
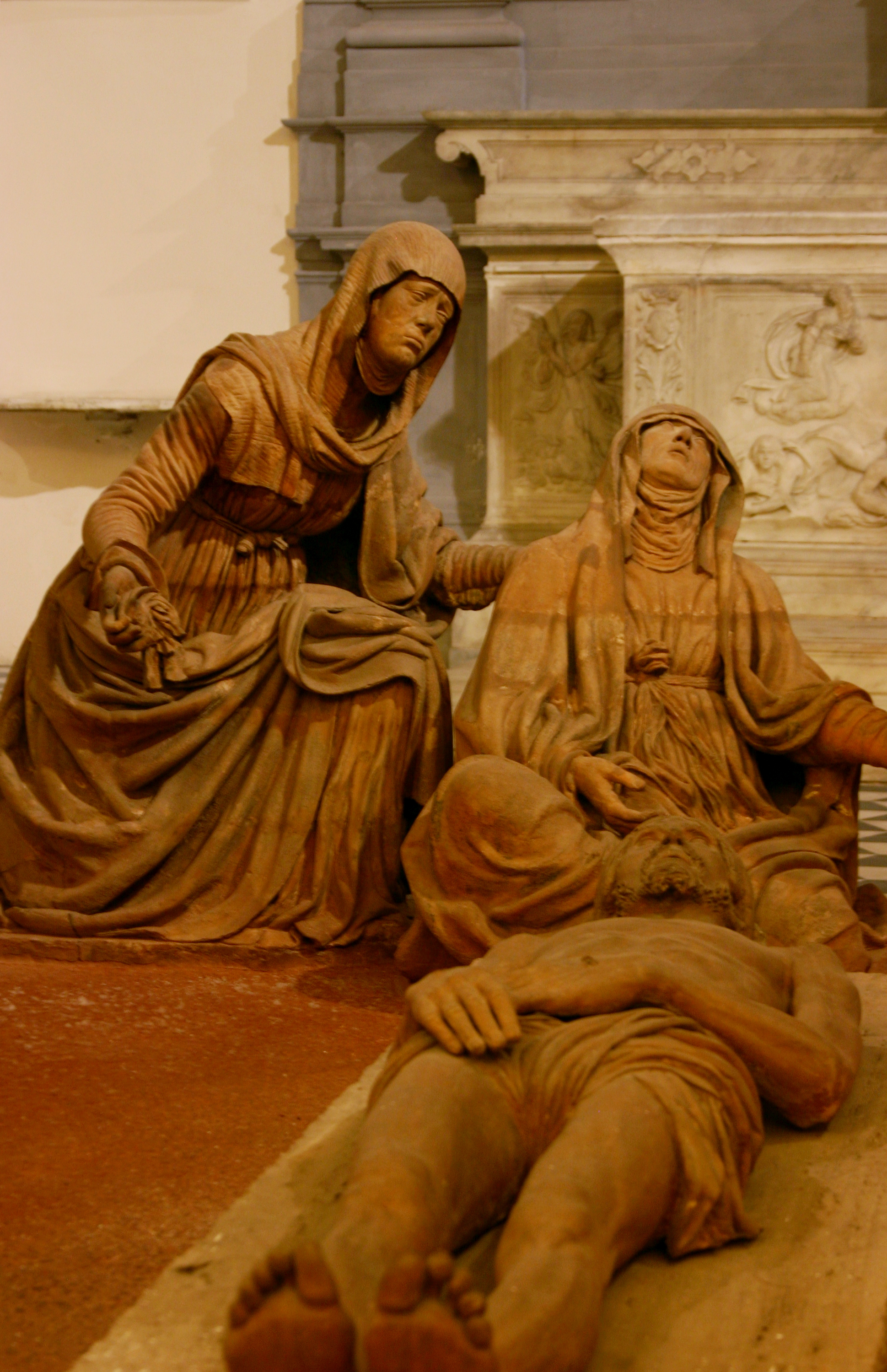
Detail mit Jesus und Maria
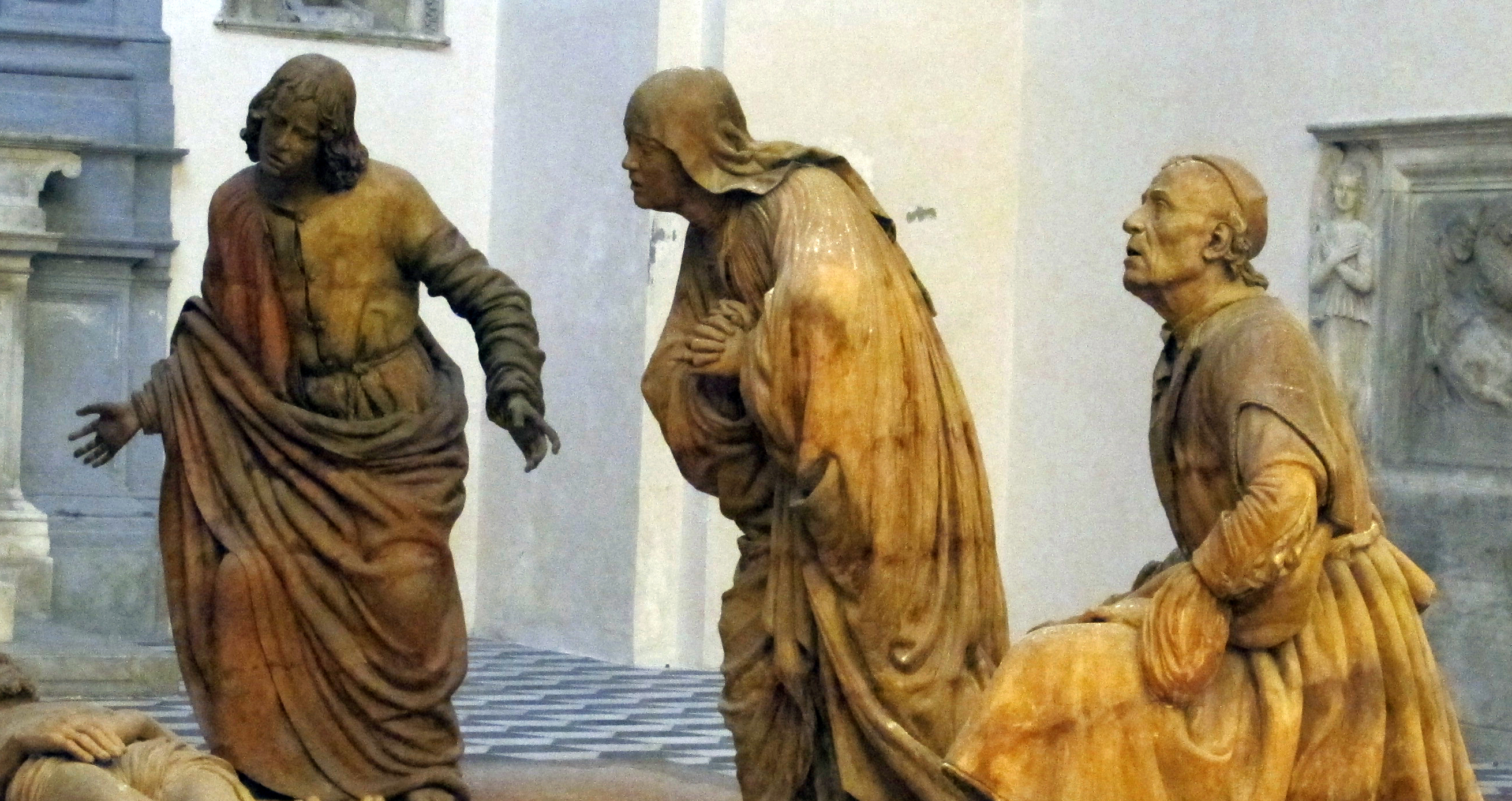
Detail mit Johannes (links) und Josef von Arimathäa (rechts)

Auf dem Weg zu den beiden Sakristeien kommt man an der Cappella dell’Assunta vorbei, mit einer namengebenden Mariä Himmelfahrt von Fabrizio Santafede auf dem Altar; daneben befindet sich ein kleines Fresko mit einem Bildnis eines Olivetanermönchs von Giorgio Vasari. Die Kapelle hat außerdem einen Maiolica-Fußboden und Rokokofresken an der Decke.

Cappella dell’Assunta
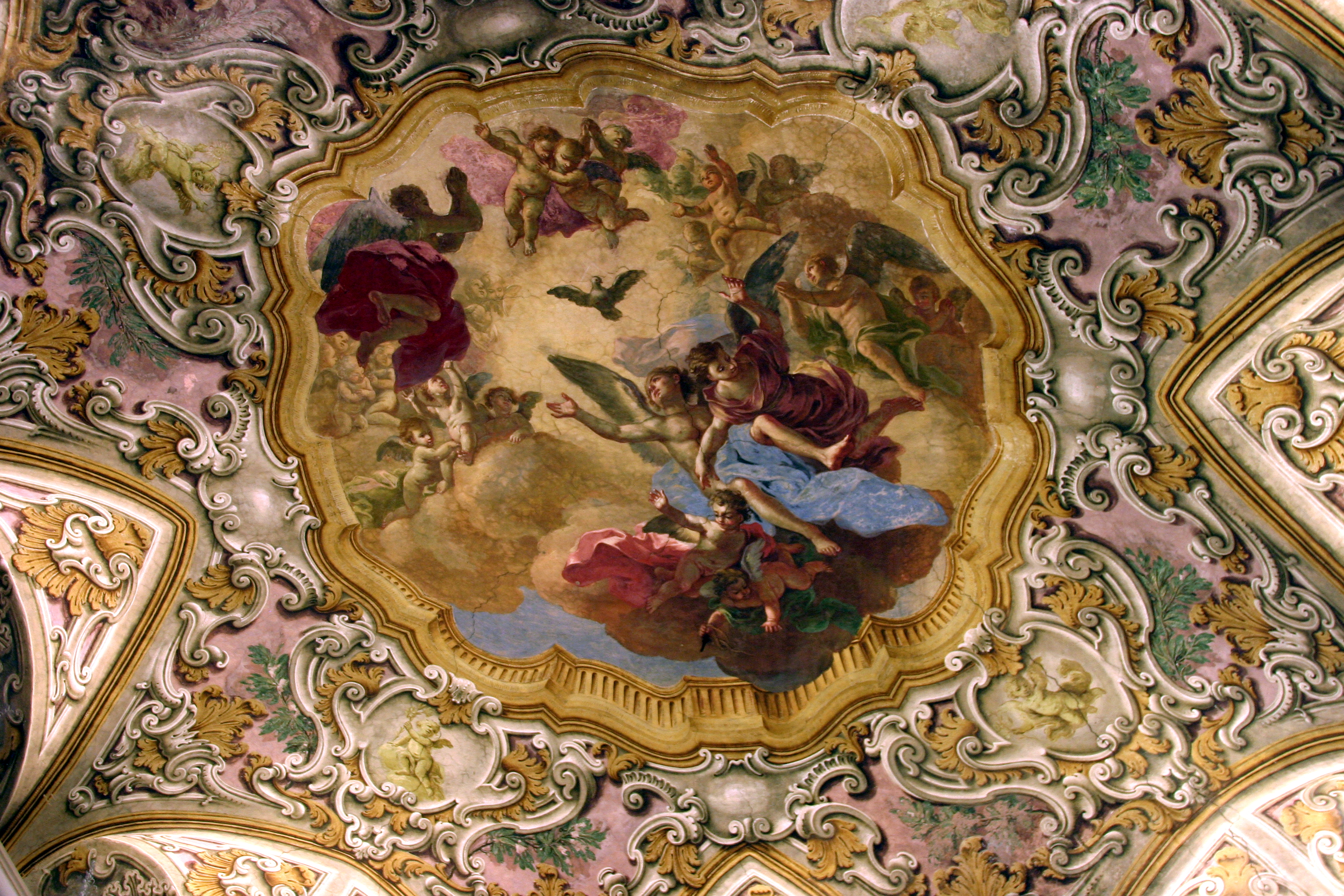
Deckenfresken
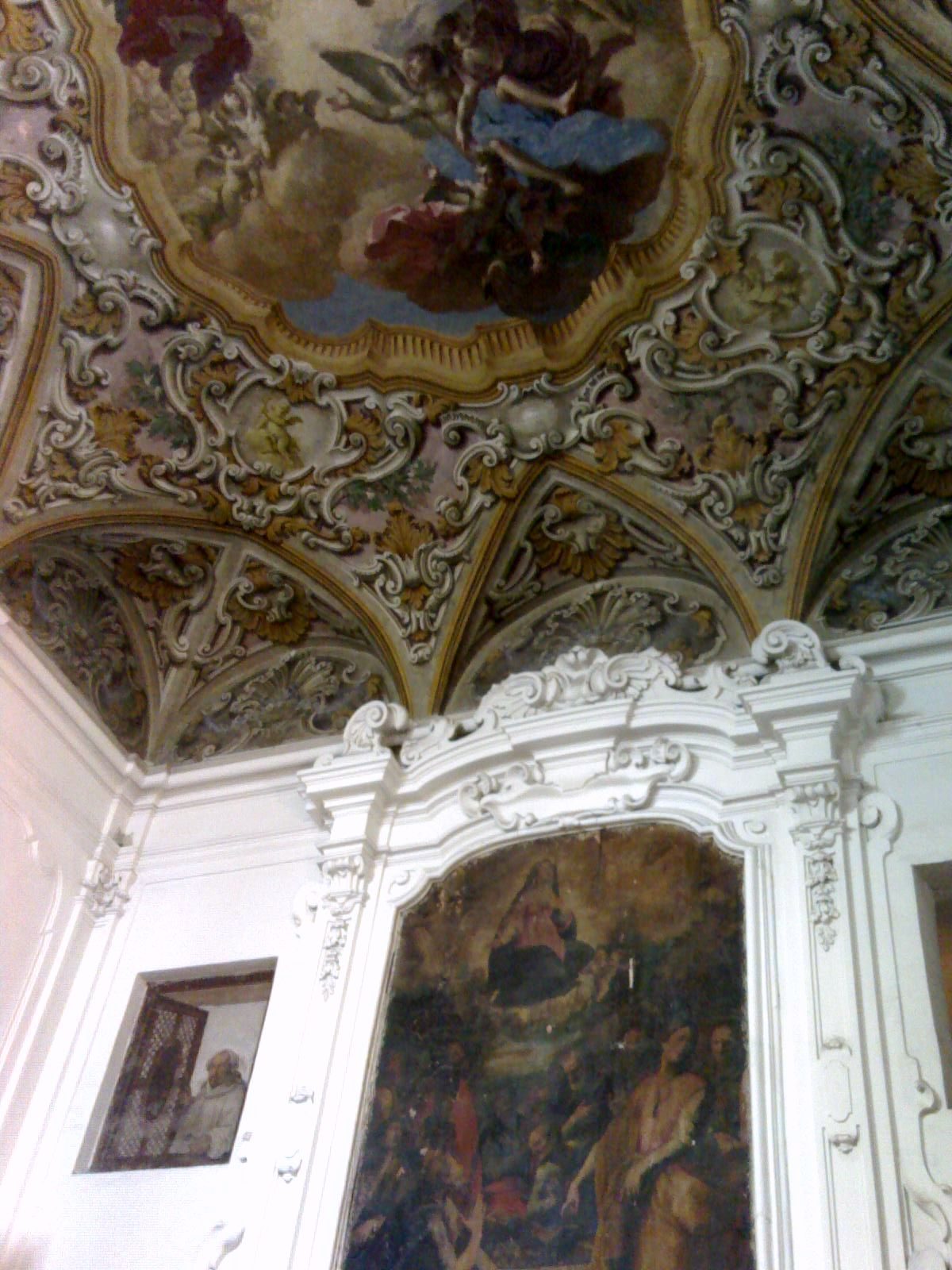
Altar von Santafede und Fresko von Vasari (links)

#### Sakristeien

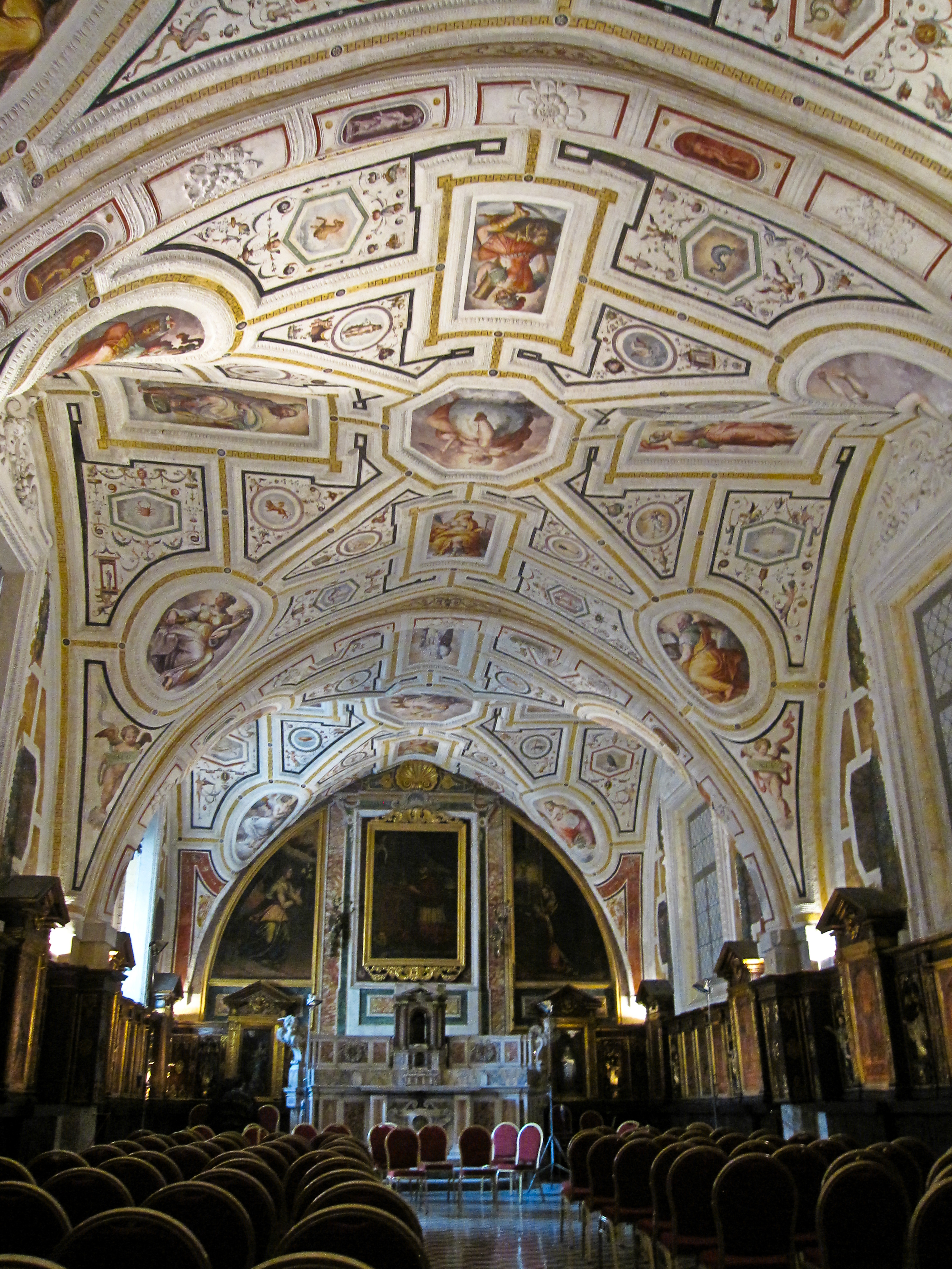
Sakristei des Vasari

Nach der Cappella dell’Assunta führt der Gang weiter zu den Sakristeien. Links befindet sich die berühmte Sakristei des Vasari, die auch als Alte Sakristei (sacrestia Vecchia) bekannt ist. Es handelt sich in Wahrheit um das ehemalige Refektorium des Olivetanerklosters, das 1544–1545 durch Giorgio Vasari und Gehilfen dekoriert wurde, darunter Raffaellino del Colle. Die Deckengewölbe wurden nach der damals allerneuesten römischen Mode des frühen Manierismus gestaltet, mit Fresken von Allegorien (u. a. Tugenden) in den großen Bilderrahmen und dazwischen ein luftiger und eleganter Groteskendekor. Die Decke ist in drei Quadranten unterteilt, die den Themen Glaube, Religion und Ewigkeit gewidmet sind. Das Ganze gilt als eines der Hauptwerke von Vasari (siehe unten Galerie).
Die Wände ziert ein kunstvoll geschnitztes und mit Intarsien eingelegtes Mobiliar, das Fra Giovanni da Verona zwischen 1506 und 1510 ursprünglich für die Cappella Tolosa schuf (siehe unten Galerie); es wurde erst 1688 hierher gebracht und mit einer barocken Ergänzungen versehen, als man das Refektorium in eine Sakristei verwandelte.
Auf dem Altar sieht man drei Werke von Girolamo d’Arena: im Zentrum Der Heilige Carlo Borromeo, der aus der ehemaligen Kirche Sant’Anna dei Lombardi stammt (die auch Carlo Borromeo gewidmet war) und nach ihrer Zerstörung Anfang des 19. Jahrhunderts hierher gebracht wurde. Daneben links der Erzengel Michael und rechts die Jungfrau Maria.
Über der Tür an der Eingangswand hängt eine Anbetung der Hirten aus der Schule des Vasari, die erst später hierher kam, daneben an beiden Seiten in kleinen Nischen stehen Skulpturen des Erzengels Gabriel und der Jungfrau Maria, die man Giovan Battista Cavagna zuschreibt.
Nebenan liegt die Neue Sakristei (Sacrestia Nuova), wo es ein Altarbild Kruzifix mit Heiligen von Giuseppe Mastroleo gibt; die Deckendekoration erinnert an diejenige der Sakristei des Vasari.

Details der Decke von Vasari und Raffaellino del Colle (Allegorien)
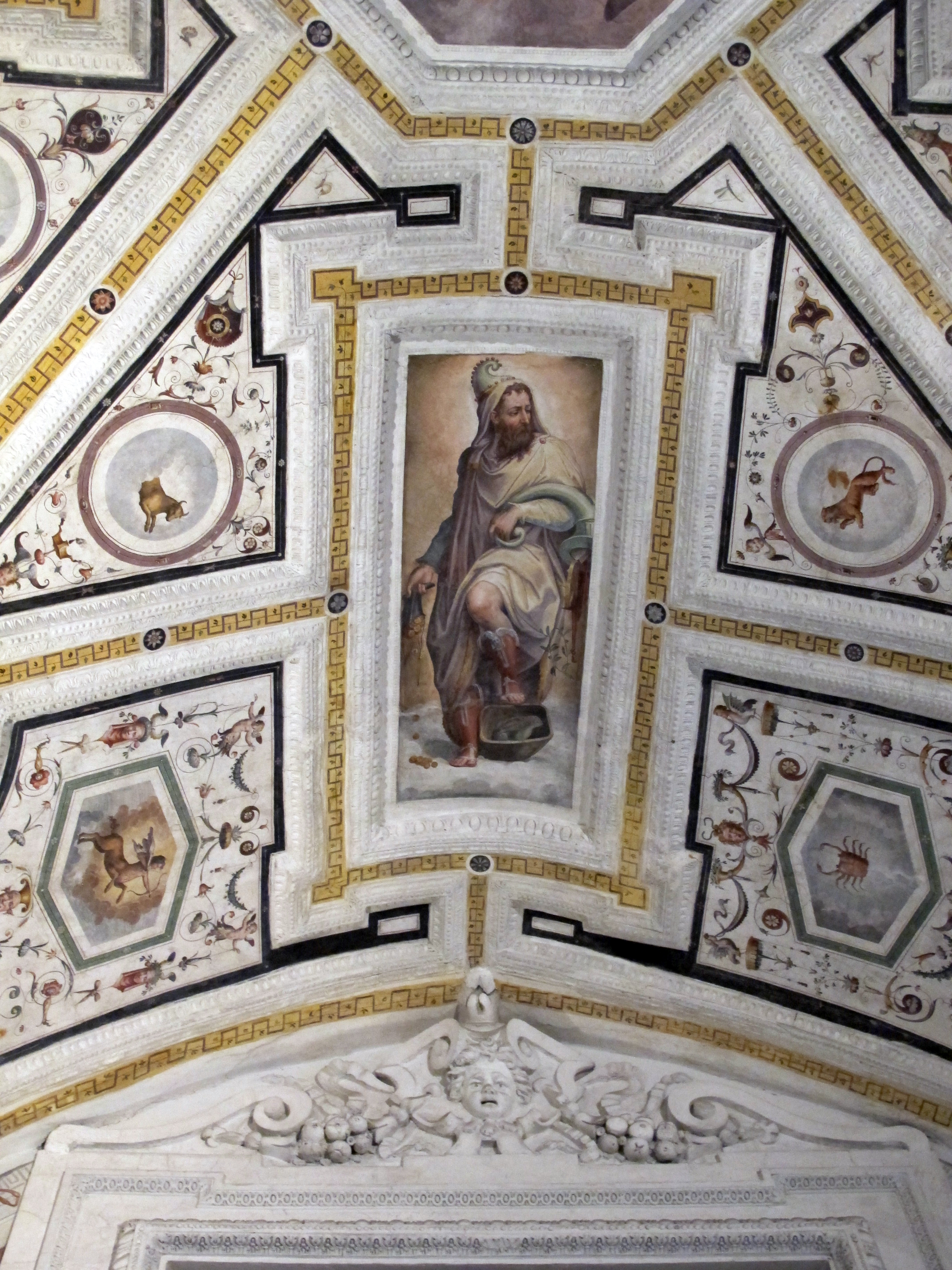
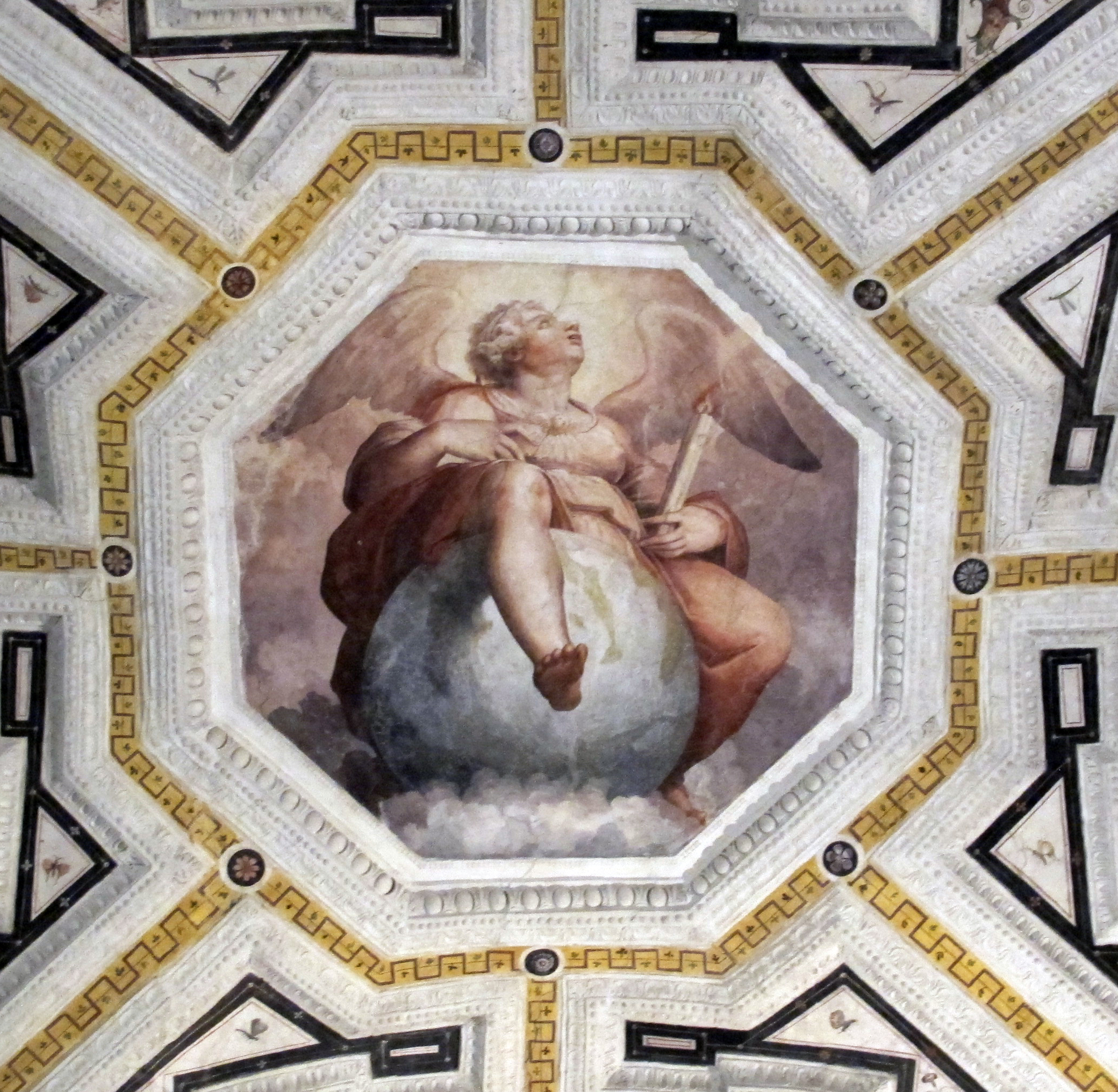
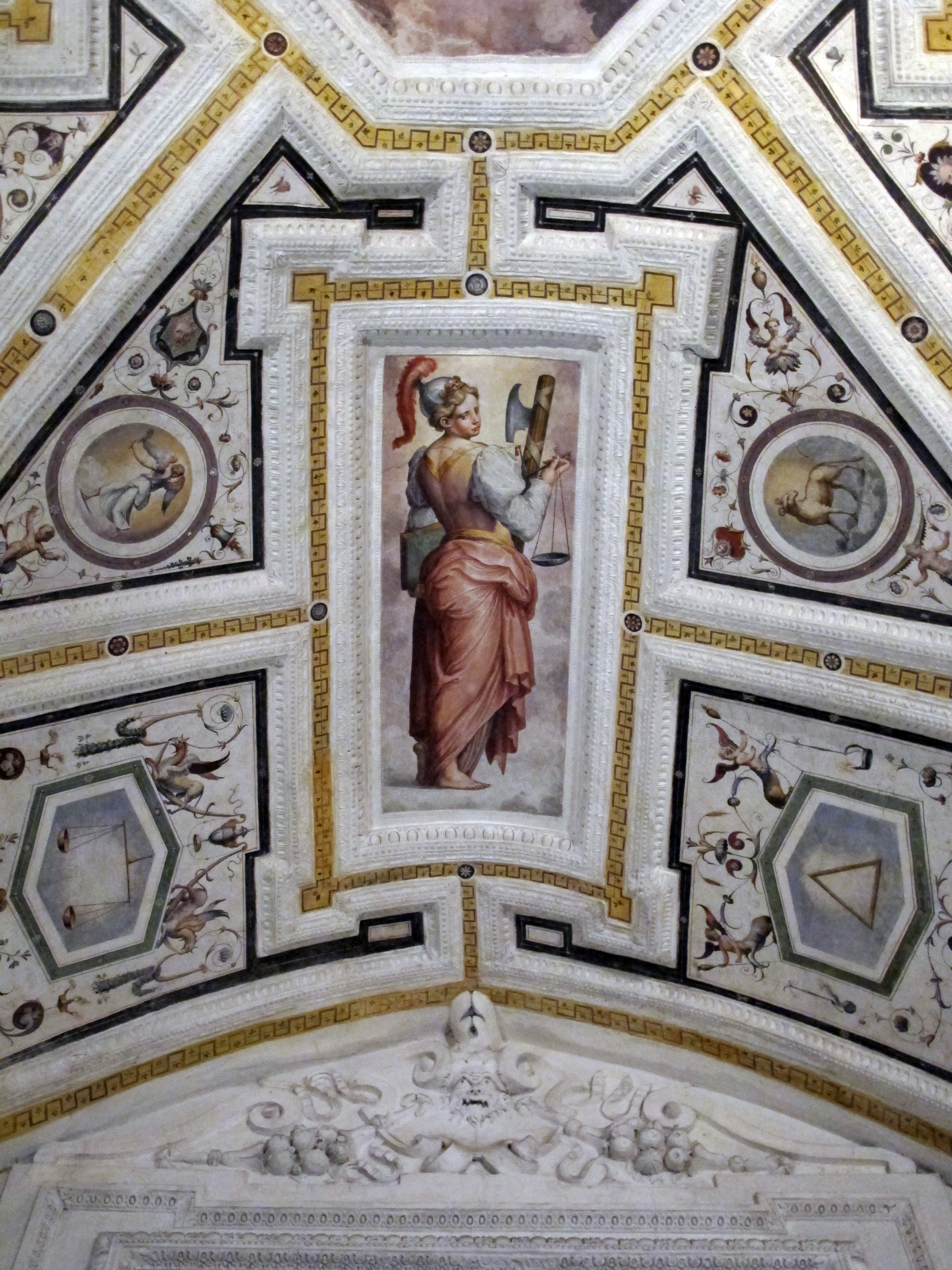
Allegorie der Gerechtigkeit
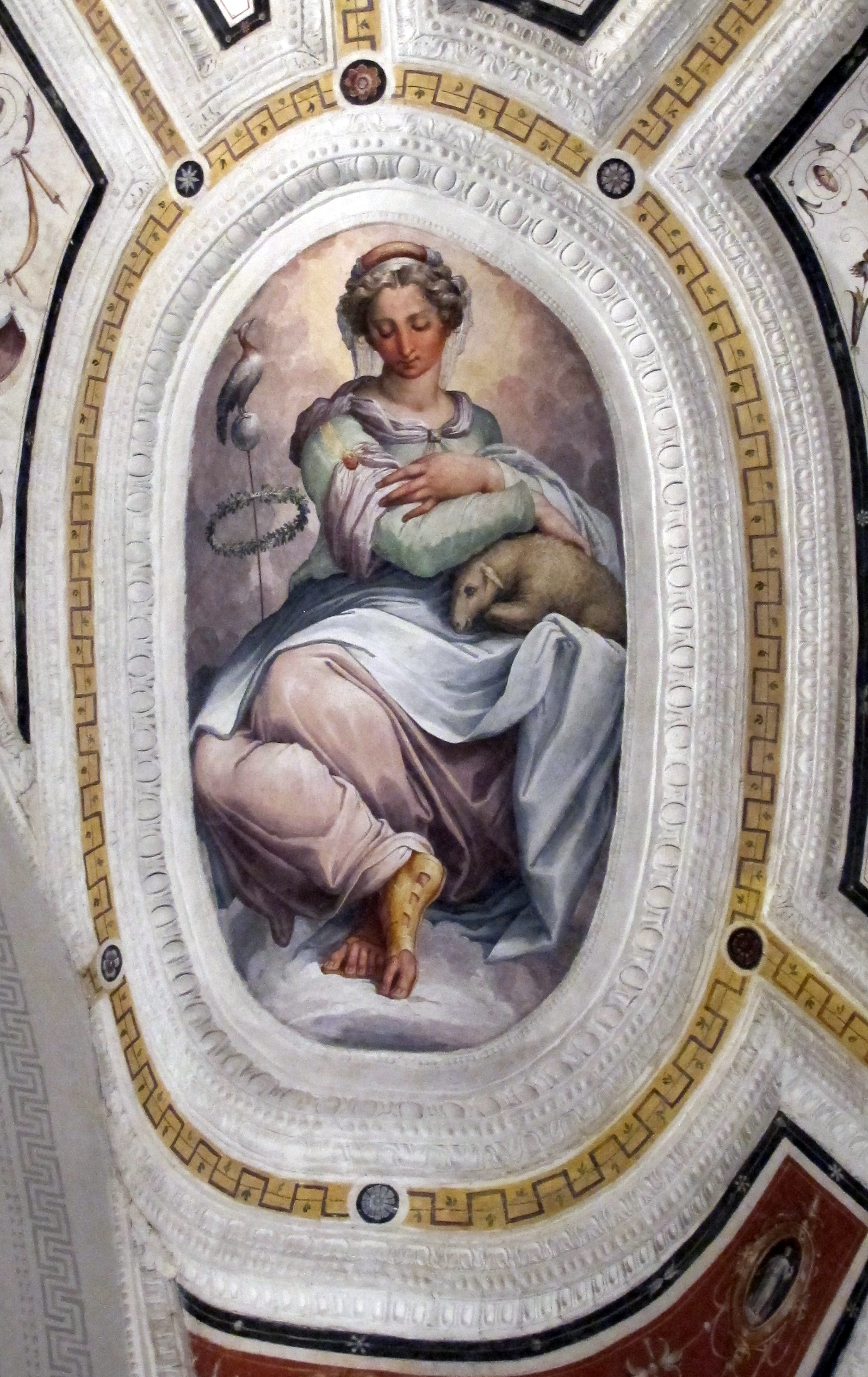
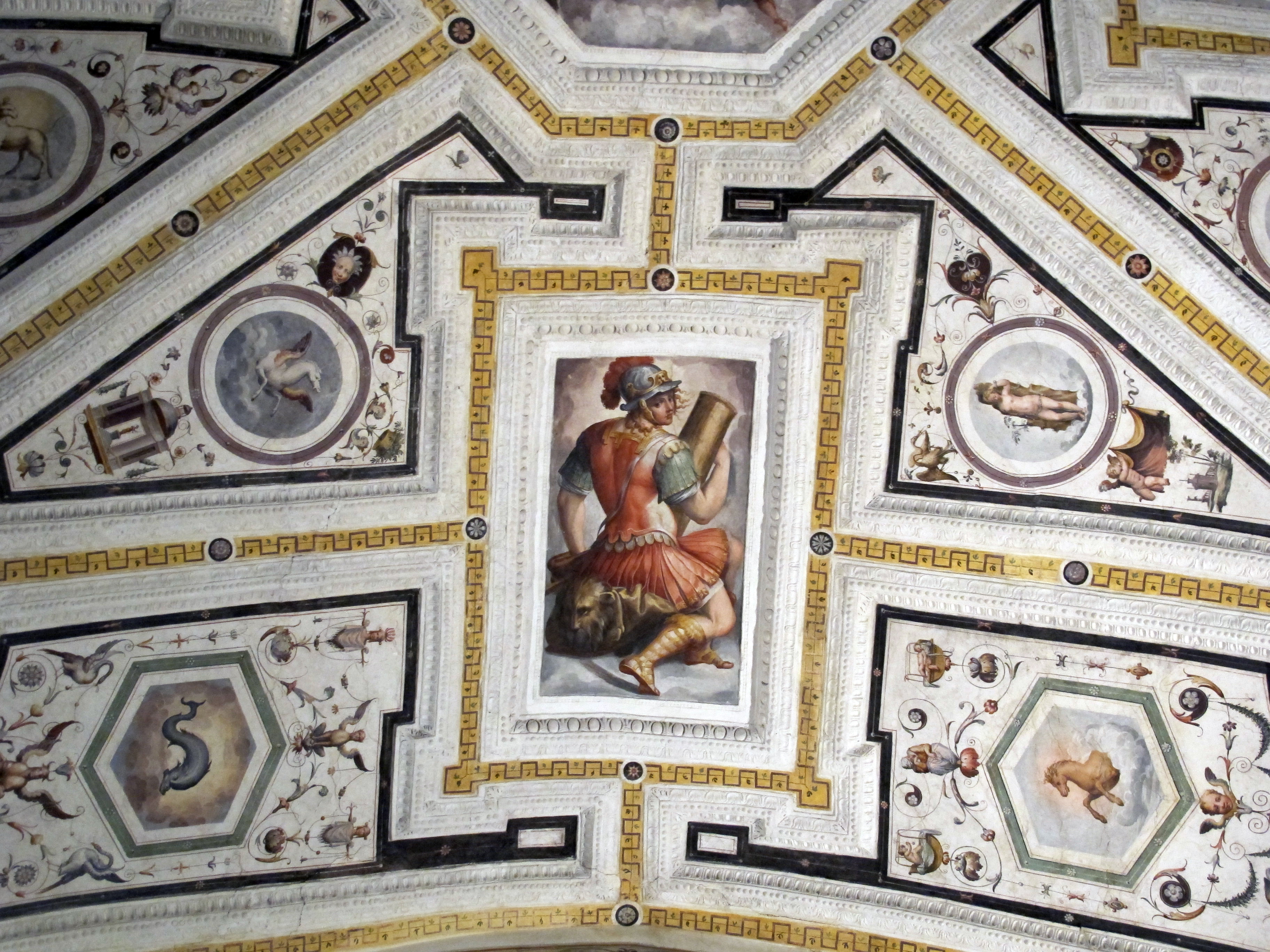
Allegorie der Stärke
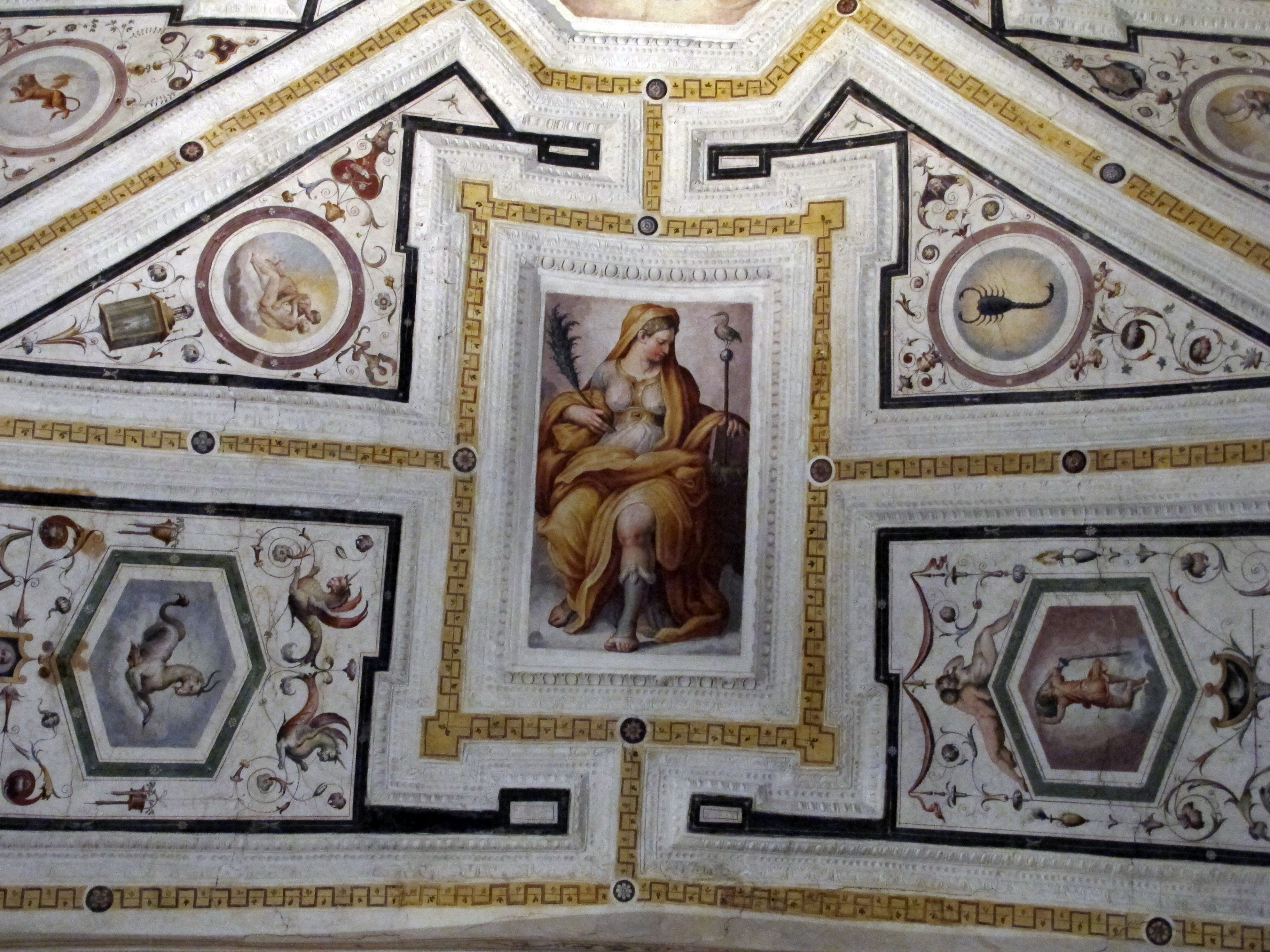
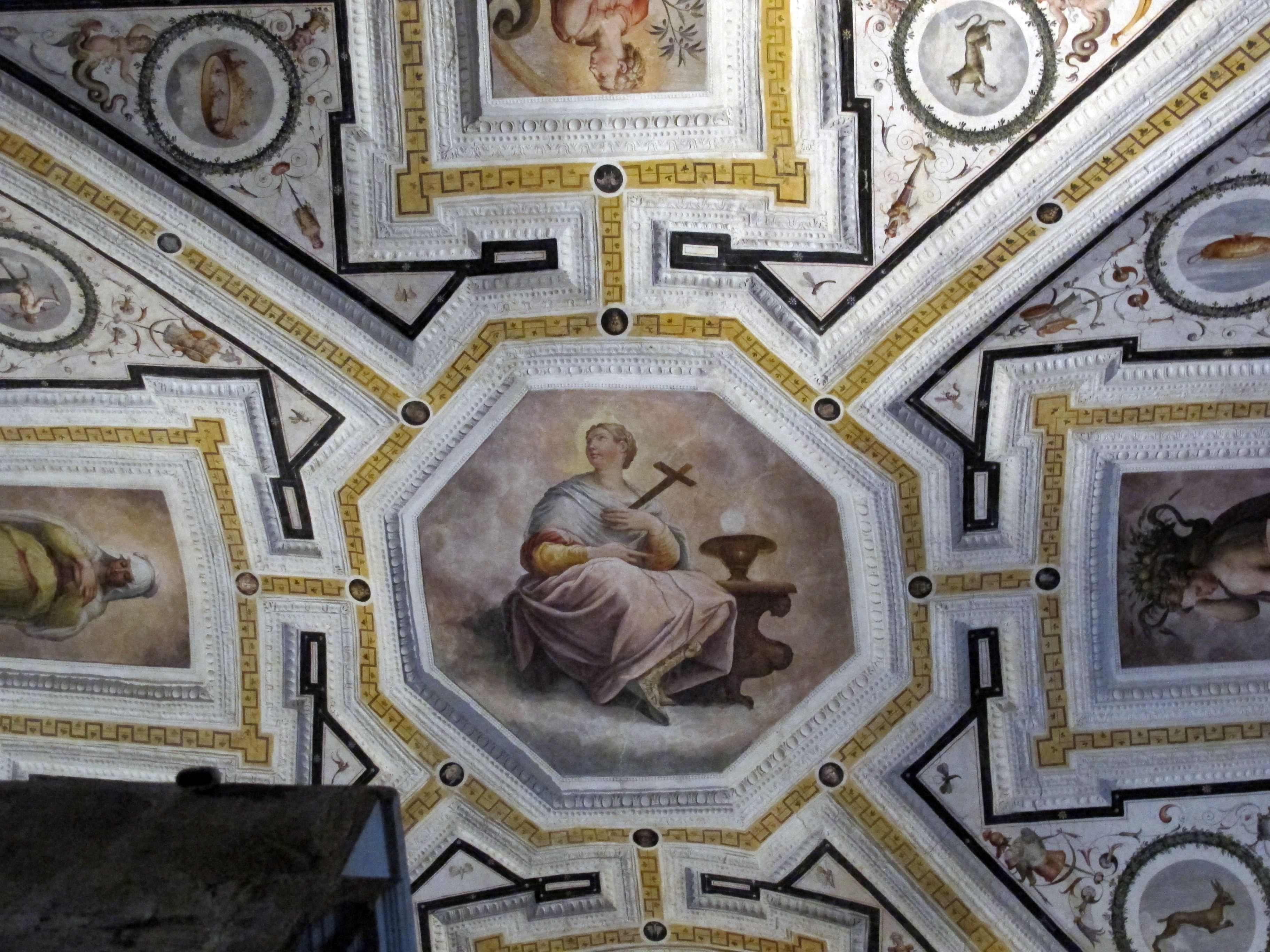
Allegorie des Glaubens
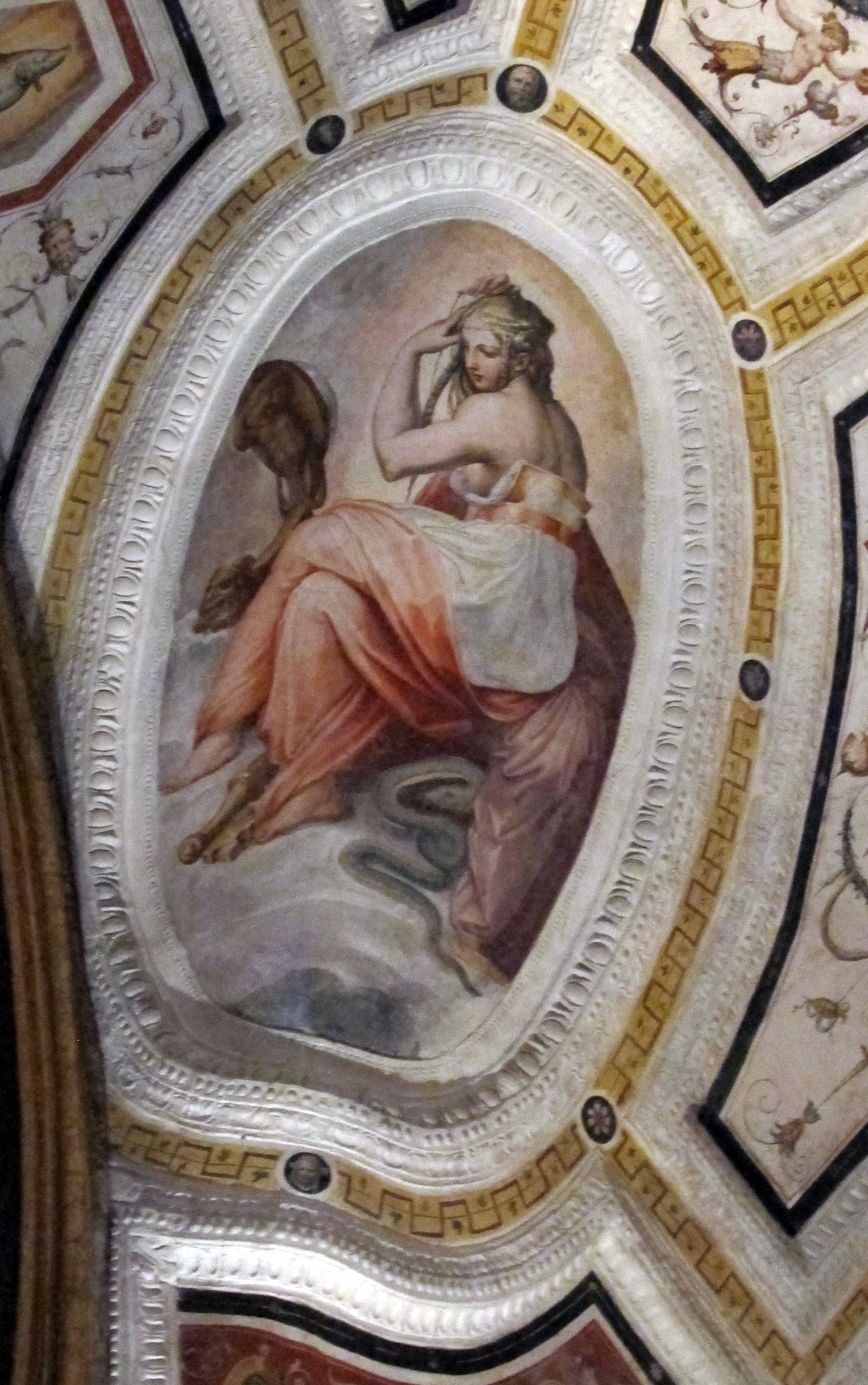

Sakristei des Vasari: Intarsien von Fra Giovanni da Verona, 1506-10
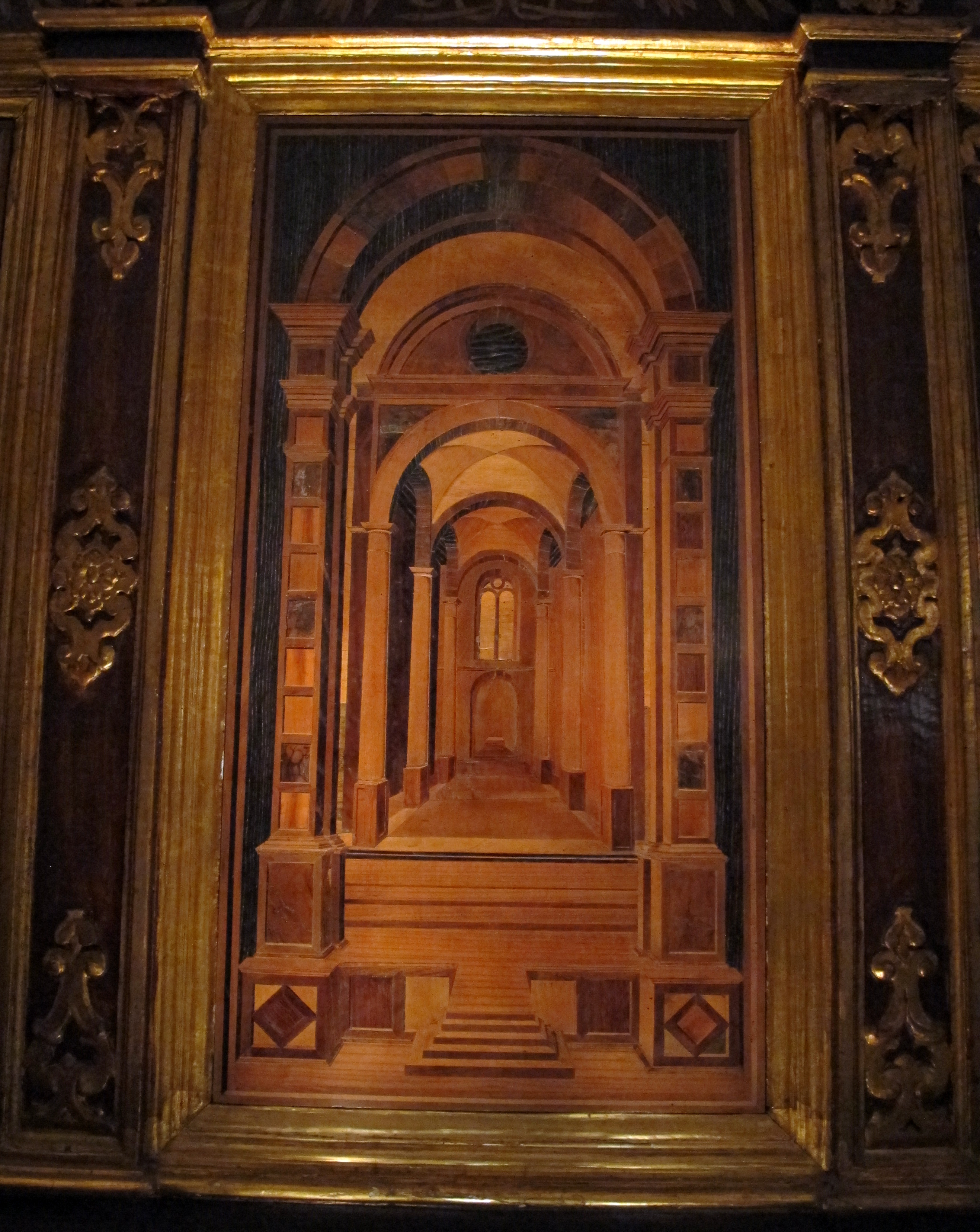
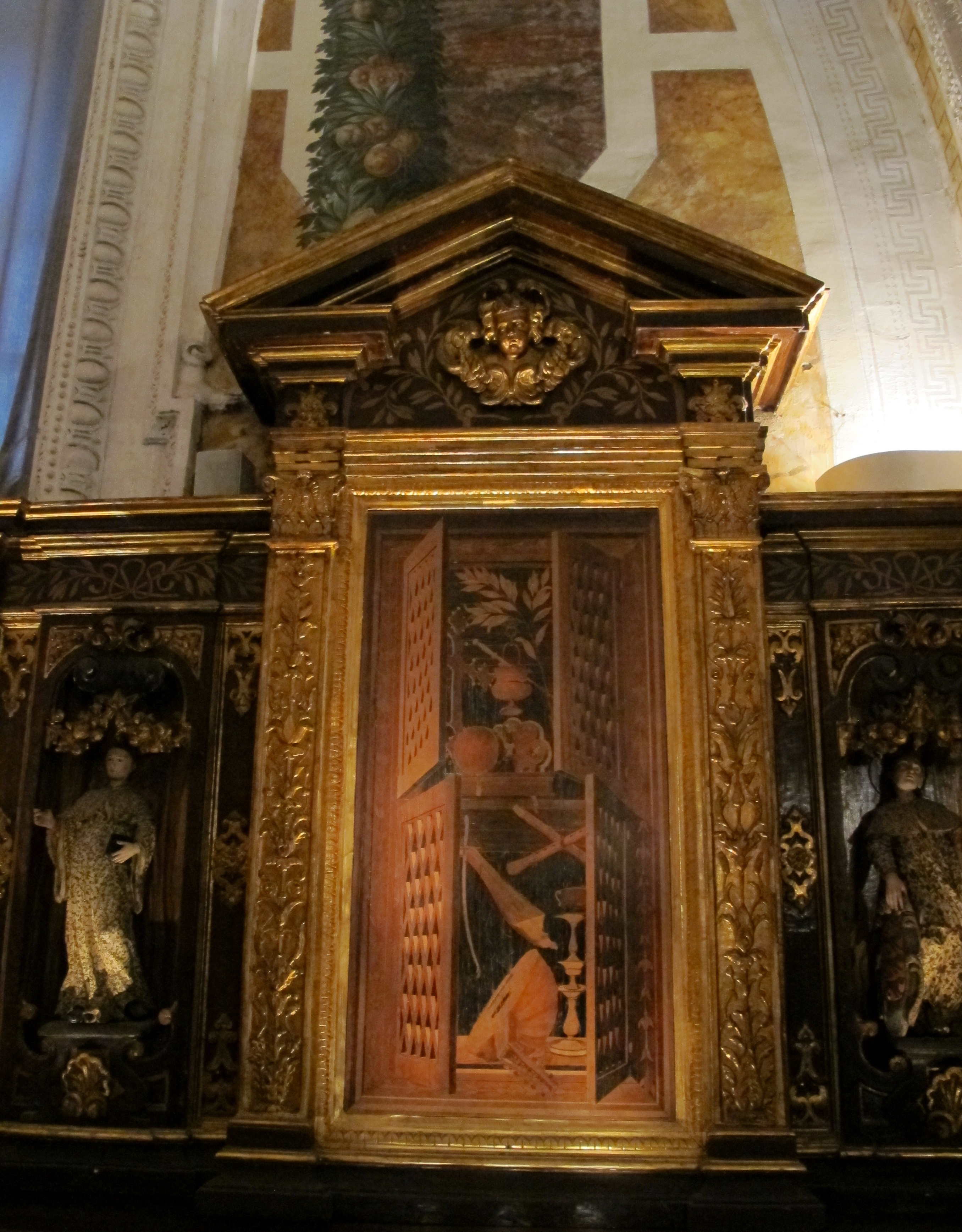
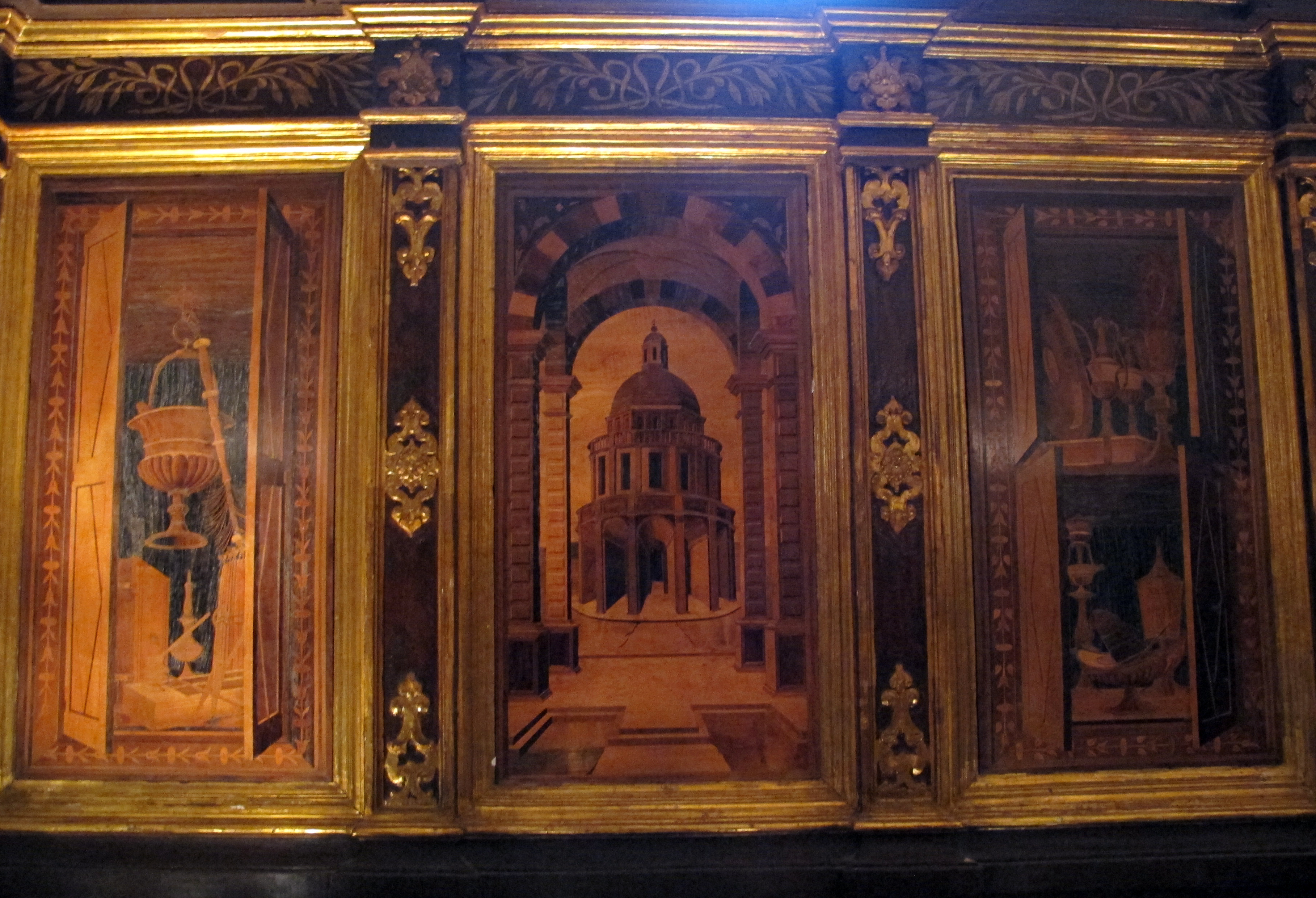
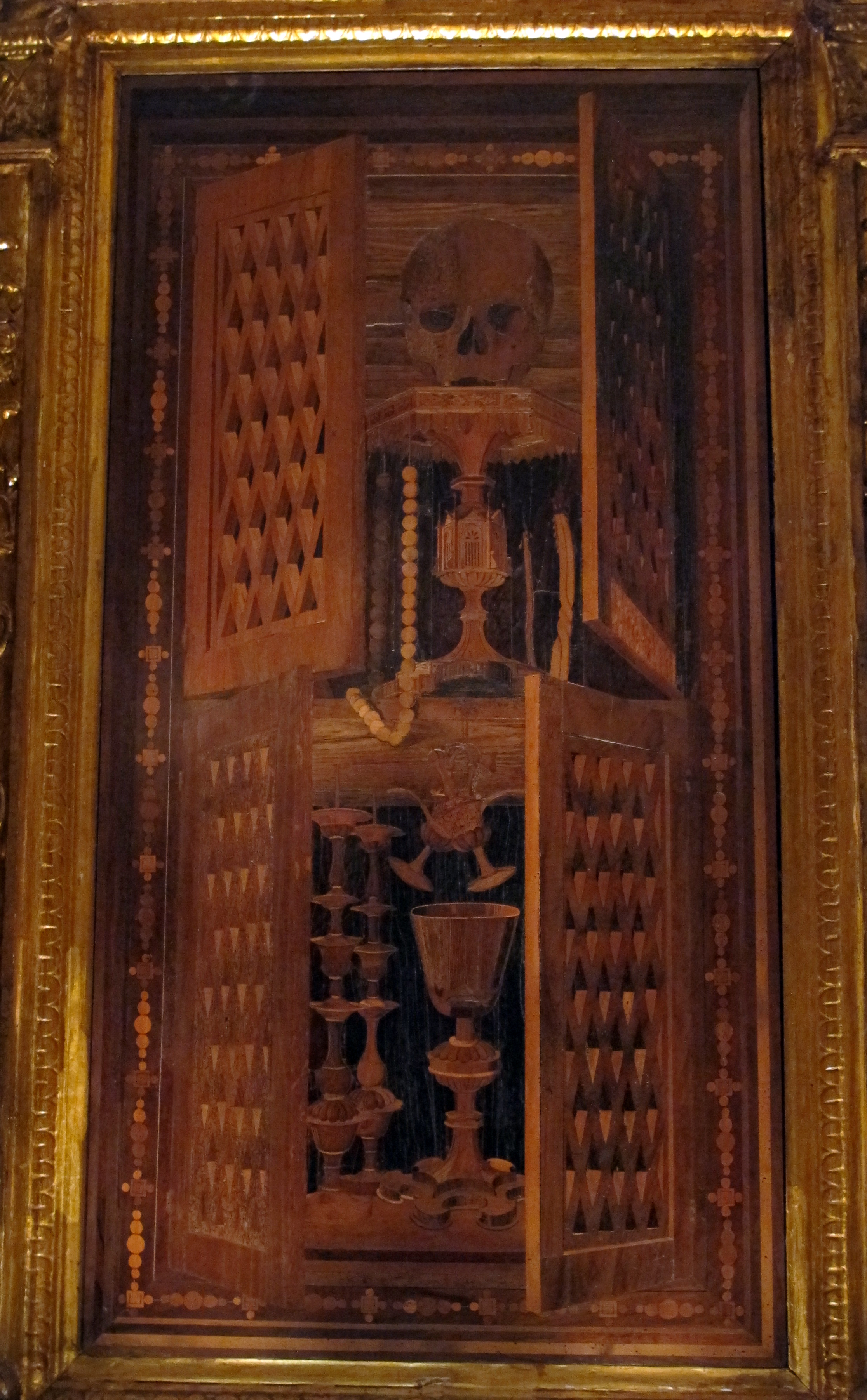

Eingangs- und Altarwand
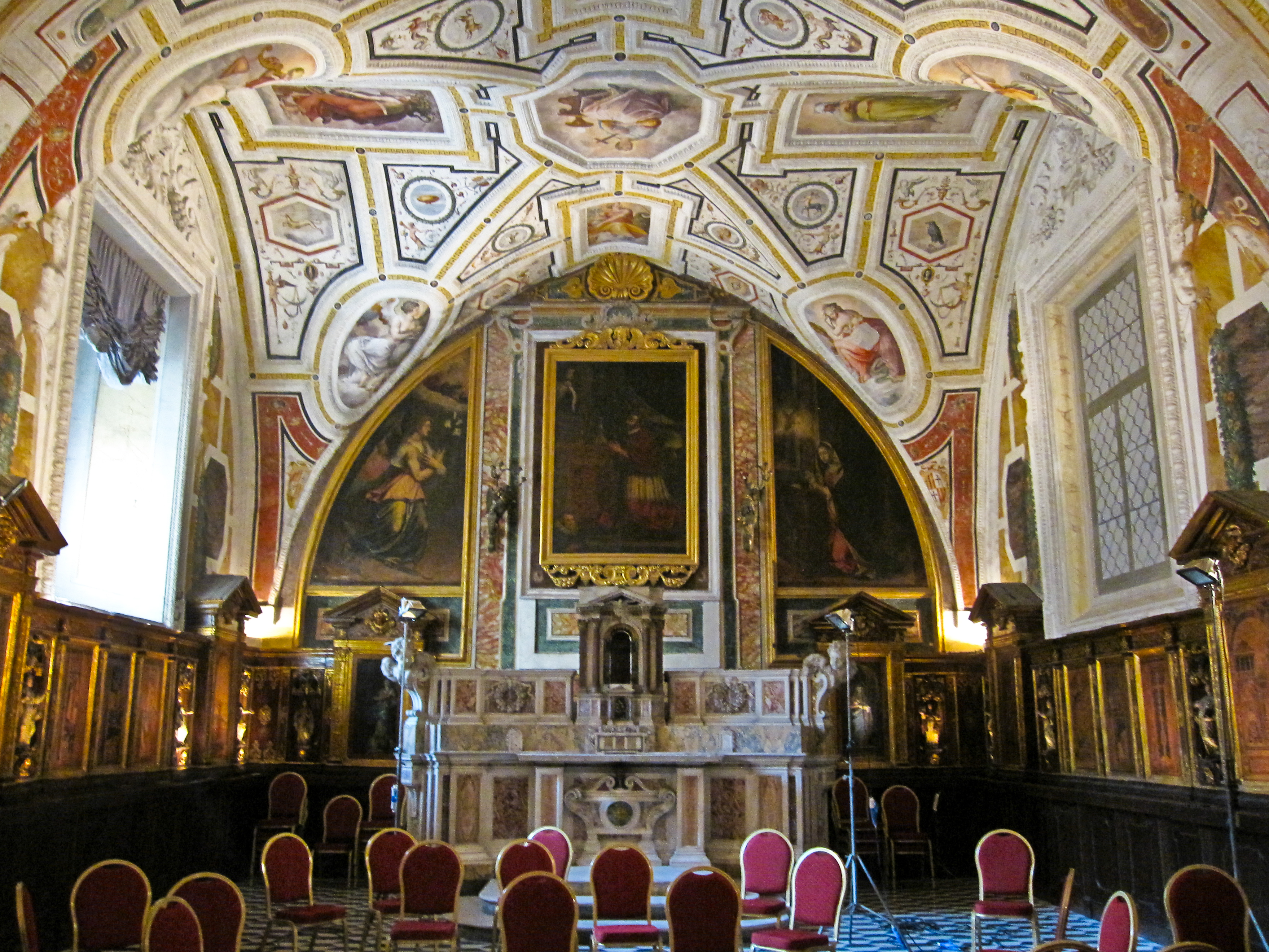
Altar in der Sakristei des Vasari
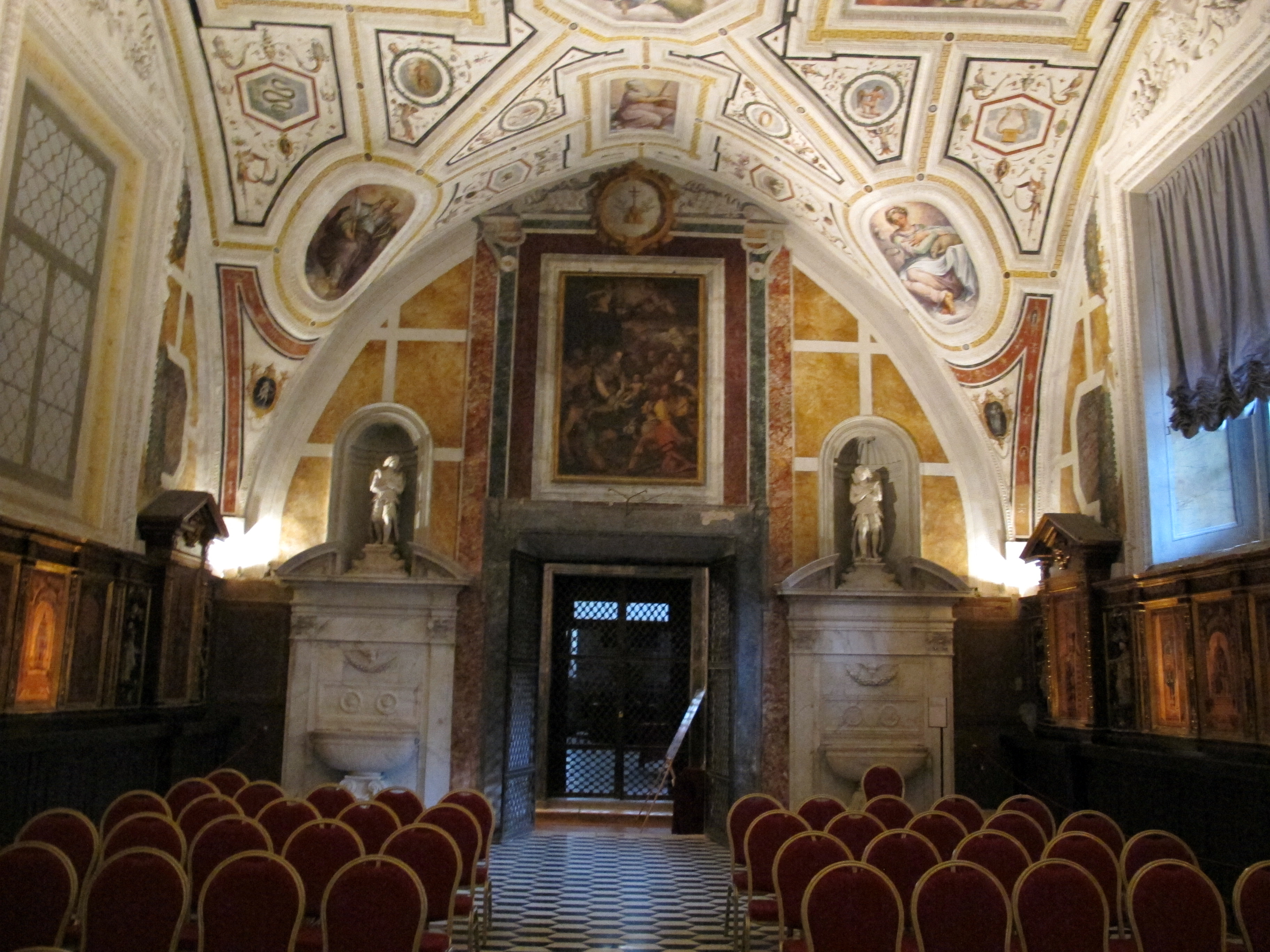
Eingangswand der Sagrestia del Vasari

## Einzelanmerkungen
1. 1 2 3 4 5 6 7 8 9 10 11  Loredana Gazzara: „Monteoliveto“, in: Napoli. Mondadori Electa, Mailand 2007, S. 88–91
2. ↑  Andrea Brancaleone: Umanesimo e rinascimento a Napoli, Neapel 2010, S. 54. ISBN 978-88-910-0152-8
3. 1 2 3 4 5 6 7 8 9 10 11  AA.VV.: Napoli e dintorni, Touring Club Italiano Milano 2007, S. 148
4. 1 2 3 4 5 6 7 8 9 10 11  AA.VV.: Napoli e dintorni, Touring Club Italiano Milano 2007, S. 150
5. ↑  Nunzio Federico Faraglia: Memorie artistiche della chiesa benedettina dei Santi Severino e Sossio, in: Archivio Storico per le Province Napoletane, Band III, 1887, S. 251
6. ↑  Andrea Brancaleone: Umanesimo e rinascimento a Napoli, Neapel, 2010, S. 55. ISBN 978-88-910-0152-8
7. ↑  Artikel in: Repubblica, 25. Juni 2011: online
8. ↑  Cesare Cundari, Arnaldo Venditti: Il complesso di Monteoliveto, Gangemi, 1999